# أم درمان
مدينة أم درمان هي ثاني أكبر مدينة في السودان، وتشكّل الجزء الكبير من ولاية الخرطوم عاصمة البلاد تقع على طول الضفة الغربية لكل من نهر النيل والنيل الأبيض قبالة مدينة الخرطوم ومدينة الخرطوم بحري، ويبلغ عدد سكانها حوالي 1 مليون نسمة (يوليو / تموز 2001 م). وبها أهم المراكز التجارية. وتشكل مع كل من الخرطوم والخرطوم بحري تكتلاً حضرياً يبلغ إجمالي عدد سكانه 7.830.479 نسمة (2006). وتبلغ مساحتها حوالي 4948 كم مربع. تكتب أحيانًا: أمدرمان. ويطلق عليها أيضاً اسم «أم در»، اختصاراً وكنية، كما تعرف بالعاصمة الثقافية.

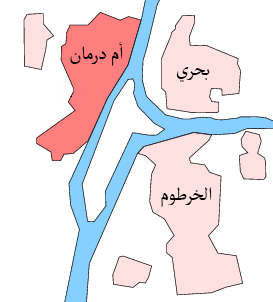
موقع أم درمان في العاصمة المثلثة

توجد في أم درمان الإستديوهات الرئيسية لإذاعة وتلفزيون السودان الرسميين. ومبنى البرلمان والمستشفى العسكري وقاعدة ومطار وادي سيدنا العسكري ومسجد النيلين، كما يقع جنوبها مطار الخرطوم الدولي الجديد قيد الأنشاء والمسرح القومي وأكبر الأندية الرياضية نادي الهلال ونادي المريخ ونادي المورده..

## أصل التسمية

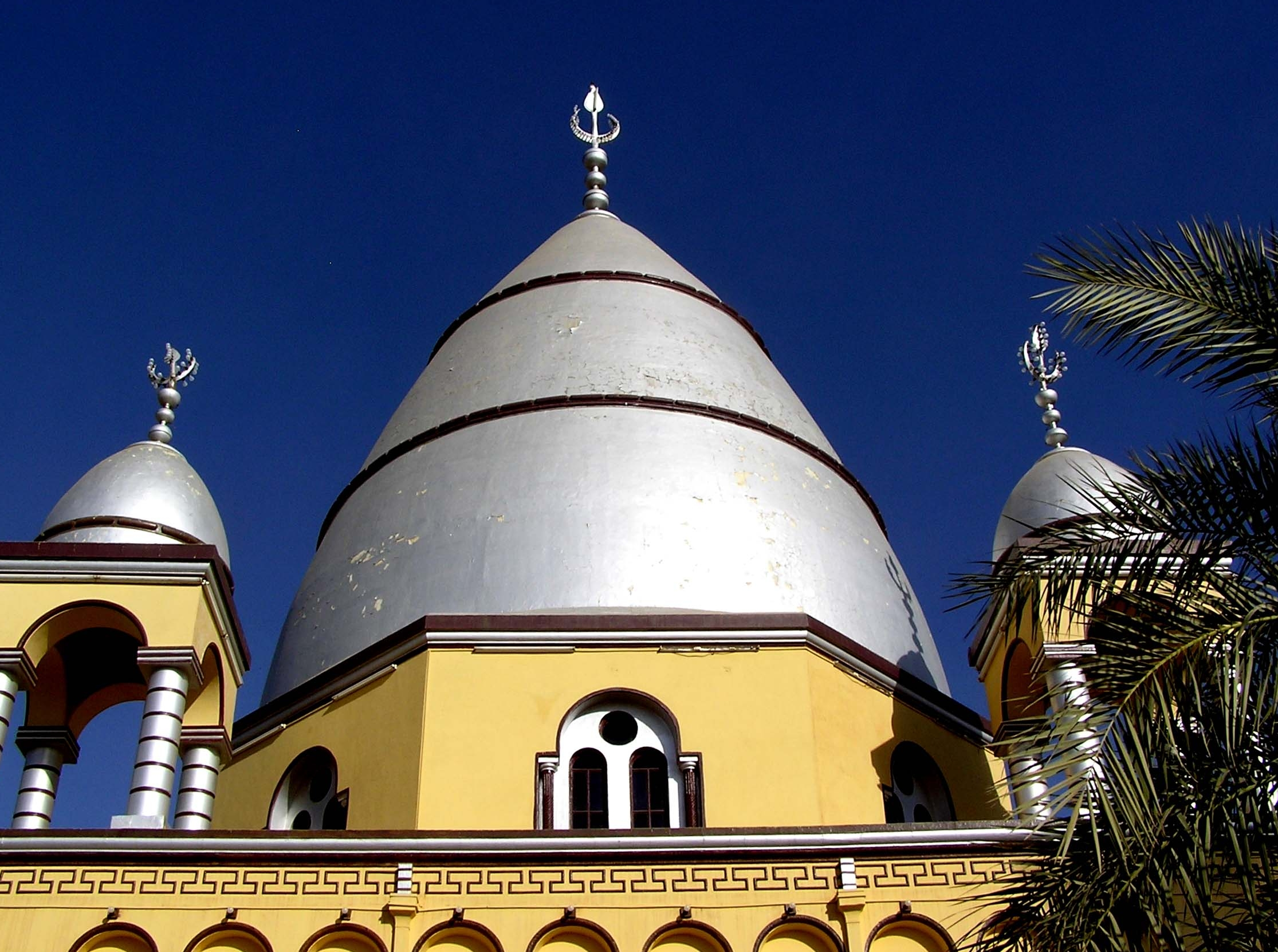
ضريح المهدي بأم درمان

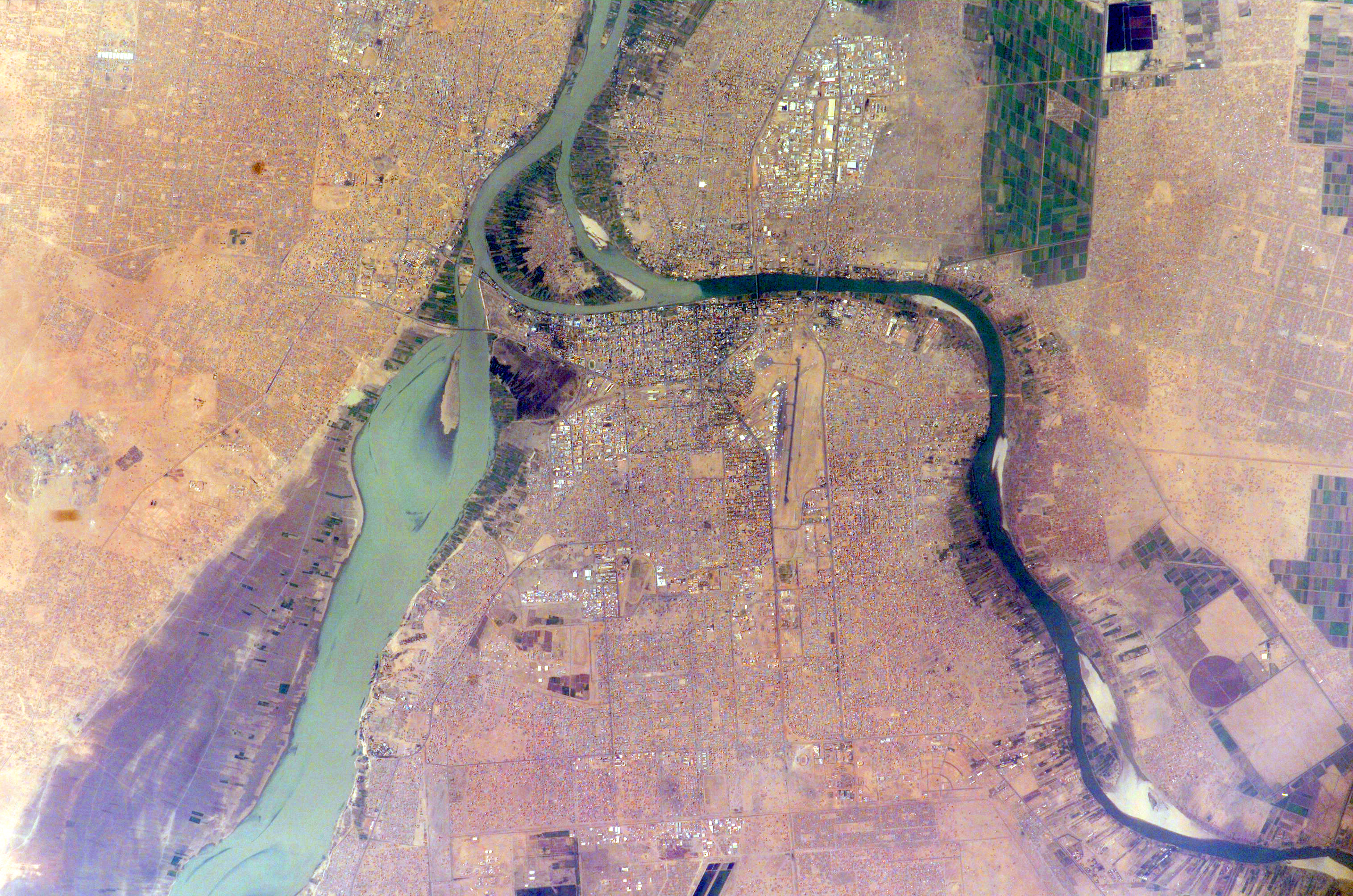
خارطة فضائية تبدو أم درمان على الضفة الشرقية للنيل الأبيض(يسار)

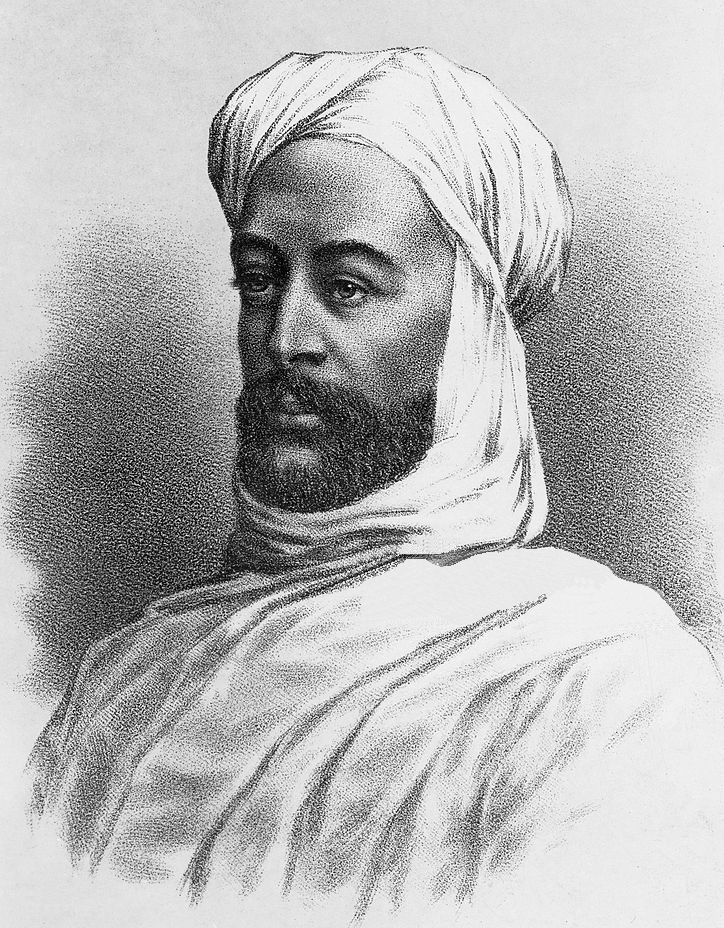
محمد أحمد المهدي، اتخذ من أم درمان عاصمة للسودان وأطلق عليها اسم البقعة

الاسم (أم درمان) قديم في تاريخه، وقد يرجع إلى ما يعرف بعصر العنج السابق لعصر الفونج في القرن السادس عشر الميلادي بالسودان، وتتعد الروايات في تفسير معنى الاسم وأصله ولعلّ أكثرها رواجاً تلك التي تتحدث عن:
- امراة تنتمي إلى أسرة مالكة كانت تسكن المكان الذي قامت عليه المدينة بالقرب من ملتقى النيلين الأبيض والأزرق، وكان لها ولداً اسمه «درمان » وكانت تسكن منزلاً مبنياً من الحجر ومحاط بسور متين ظلت أثاره باقية حتى عهد قريب في حي «بيت المال» الحالي، وإلى أم هذا الولد نُسب اسم المكان.
- وثمة رواية أخرى مماثلة تقول بأن المرأة هي التي كانت تسمى درمان وأن منزلها كان مكان آمناً بسبب ما يحيط به من سور وكانت المرأة تلقب بأنها أم دار الأمان، والذي تحرف وأصبح أم درمان.[2] * وهنالك رواية ثالثة تذهب إلى أن أمدرمان (بفتح الهمزة والميم) لفظ عربي قحطاني الأصل ويعني المرتفع من الأرض وسميّ به المكان للدلالة على طبيعته الطبوغرافية المتمثلة في ارتفاعه عن البرين الآخرين اللذين تقع فيهما مدينتي الخرطوم والخرطوم بحري الحاليتين.
- ولأم درمان اسم آخر قديم هو وشل ويعني المكان الكثير الماء. وقد أطلق عليها المهدي بعد أن اتخذها عاصمة للدولة اسم البقعة الطاهرة.
- في اللهجة العراقية، كان يقال دَرْمان بمعنى دواء، وأصلها دَرْدْ مان، بمعنى: دافع الداء بالفارسية.[3]

## تاريخ المدينة

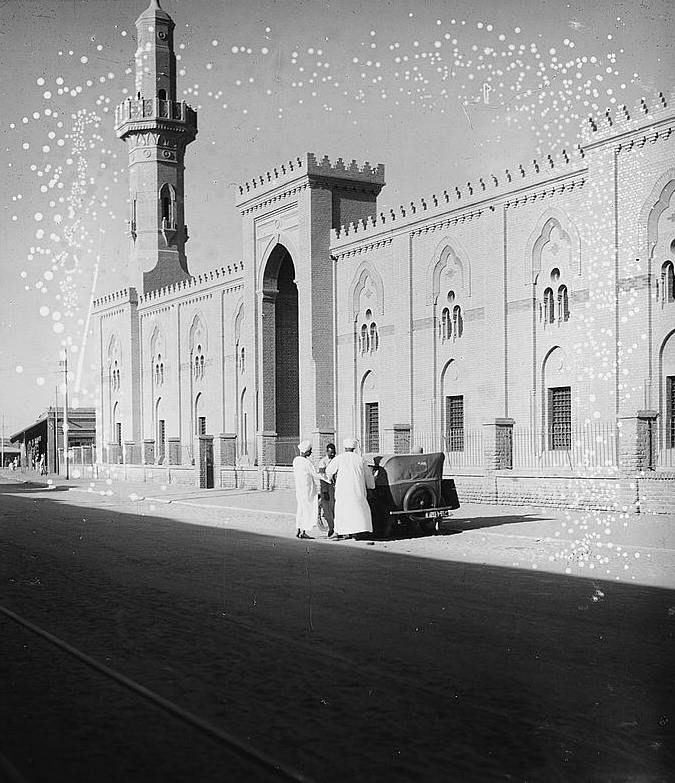
الجامع الكبير في عام 1936

بعد سقوط الخرطوم عاصمة العهد التركي في السودان على يد الأمام محمد أحمد المهدي في يناير / كانون الثاني 1885 م، ومصرع الحاكم العام البريطاني للسودان آنذاك غوردون باشا، كان معسكر المهدى في منطقة إبي سعد بأم درمان. رفض المهدي أن يتخذ من الخرطوم عاصمة له فوقع اختياره على بلدة أم درمان لتكون عاصمة دولته الجديدة، وقد قيل في اختياره لموقع أم درمان بأنه كان قد خرج مع جماعة من أصحابه وهو على ناقته وأطلق لها العنان فسارت به الناقة إلى شمال إبي سعد حتى بركت في الموقع الذي توجد فيه الآن قبة المهدي (ضريح المهدي)، فبنى عليه المهدى حجرة من الطين. ولما توفي دفنه أصحابه في حجرته تلك اسوة بما فعله صحابة النبي محمد (ص) في بالمدينة المنورة.
أقام كبار أنصار المهدي من أمراء وقادة بعد تحرير الخرطوم في قصور الدولة وبيوت الأعيان في حي المسجد بالمدية، بينما أقام المهدي في قصر يسمى «قصر الجاركوك» وكان قريباً من المسجد، وسكن الخليفة عبد الله التعايشي في سراي الحكمدار، أما أهالي الخرطوم فقد تم جمعهم في الطرف الجنوبي من المدينة، ولم تستمر إقامة قادة المهدية طويلاً في الخرطوم حيث انتقلوا إلى أم درمان التي اتخذوها مقراً جديدا للحكم في السودان في مايو / أيار من عام 1885 م.

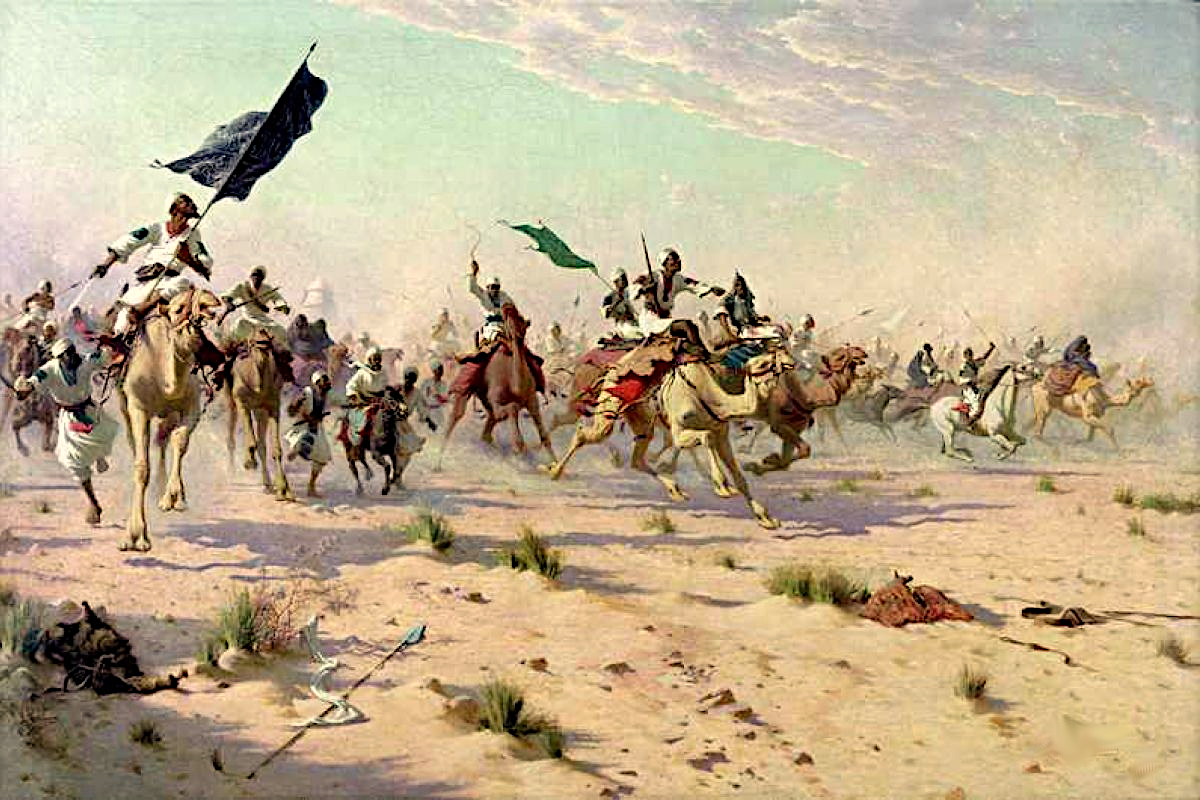
لوحة زيتية لمعركة أم درمان

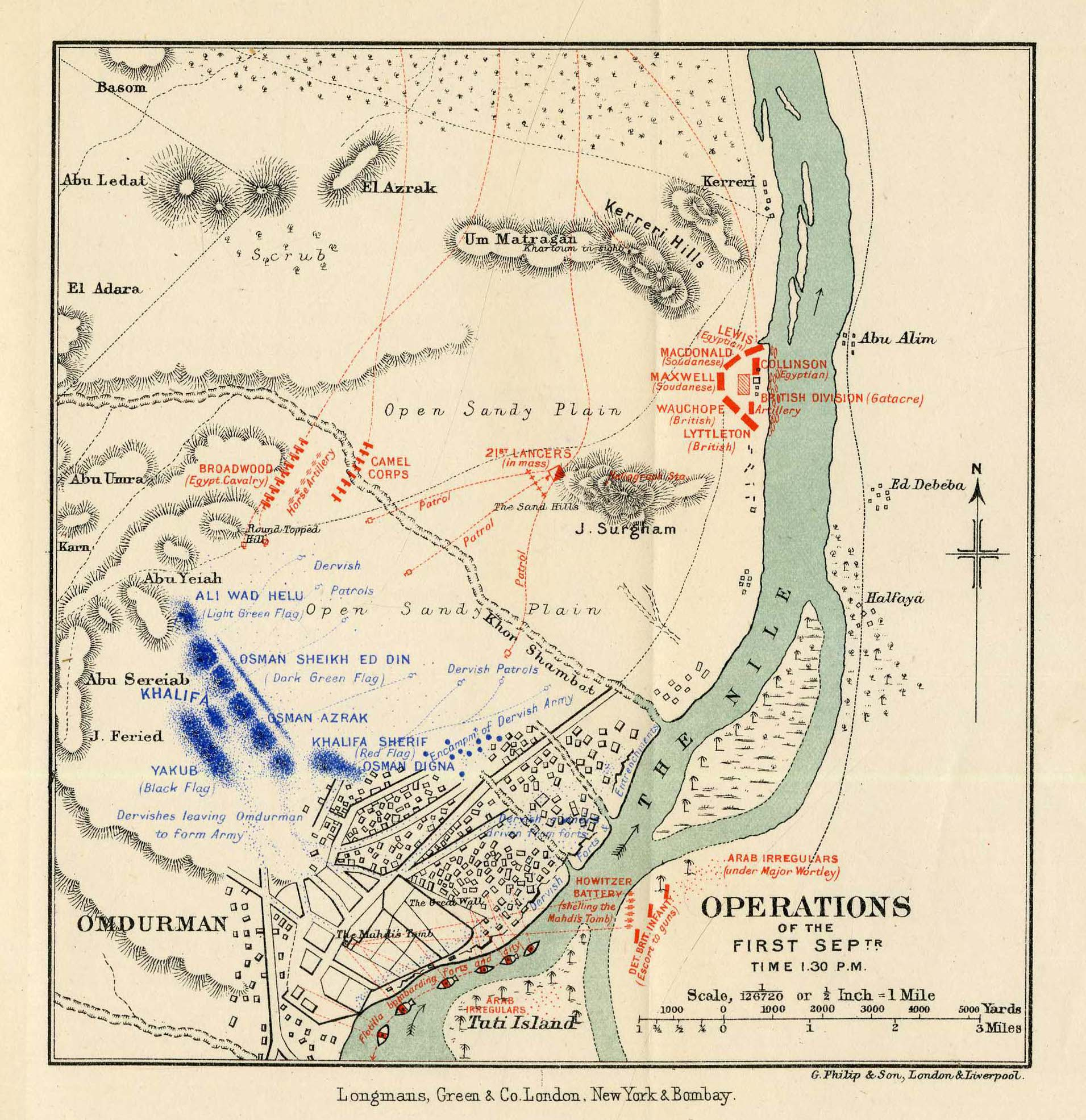
خريطة لمعركة كرري من كتاب حرب النهر، وينستون تشرشل

ووفقاً للمؤرخ السوداني الدكتور إبراهيم أبو سليم فإن أم درمان شهدت مزيداً من التوسع في عهد الخليفة عبد الله التعايشي حيث شيّدت المنازل بالطين والآجر والحجر لتحل مكان تلك التي كانت مشيّدة بالقش (الحشائش الجافة وجريد النخيل) والجلود، وبدأت أم درمان تتحول إلى مدينة، بعد أن كانت معسكراً للمهاجرين من أتباع المهدي إلى توافدوا إليها في سنة 1885 م وهي السنة نفسها التي توفي فيها المهدي. وبنى الخليفة عبد الله التعايشي بيت المال، مقر الخزانة العامة للدولة، والسجن العام المسمي (بالساير). وبعد عامين قام بتشييد الطابق الأرضي من منزله بمواد بناء أحضرها من الخرطوم، وفي العام الذي تلاه أسست بيت الأمانة، وهو عبارة عن مخزن كبير للسلاح ومعدات الحرب، كما قام بتشييد قبة المهدي لتكون ضريحاً يضم رفات المهدي. وبدأ بعد ذلك في بناء سور المدينة الذي أحاط بمركز المدينة حيث قبة المهدي ومنازل الخلفاء وحراس الخليفة والمرافق العامة للدولة. وفي سنة 1889 م تمت أحاطة المسجد الجامع بسور عظيم. وبلغ طول المدينة بين طابية (حصن) أم درمان وحتى حي شمبات (في الخرطوم بحري) شمالاً وجنوباً حوالي ستة (6) أميال (9.65 كيلومتر)، فيما بلغ عرضها شرقاً وغرباً حوالي 2 ميل (3.218 كيلومتر). ويعود تمّدد المدينة من حيث الطول لمسافات بعيدة إلى تحبيذ السكان إقامة منازلهم ومتاجرهم على ضفاف نهر النيل. وقُدّر عدد السكان قبل وصول المهاجرين من اتباع المهدي من غرب السودان ما بين 15 (خمسة عشر) و20 (عشرون) ألف نسمة، فيما وصل العدد إلى 400 (أربعمائة) ألف نسمة بحلول عام 1895م.
وفي ثلاثينيات القرن الماضي شهدت أم درمان نشوء حركة وطنية سياسية تمثلت في مؤتمر الخريجين الذي طالب الحكم الثنائي الاستعماري بمنح السودانيين حق تقرير المصير وتمكينهم من إقامة دولتهم المستقلة ذات السيادة.

## الجغرافيا
تقع في ولاية الخرطوم على طول الضفة الغربية لكل من نهر النيل والنيل الأبيض قبالة مدينة الخرطوم وغرب مدينة الخرطوم بحري، وتبلغ مساحتها حوالي 614 كم مربع (381.52 ميل مربع).
تعتبر أم درمان إحدى مدن العاصمة المثلثة الثلاث، وهي تحتل الجزء الشمالي الغربي من الولاية، وتمتد في مساحة طولية، هذا الامتداد على نهر النيل جعلها مركزاً للاستقرار والتجمع الحضري. وتنحدر أرضها بصورة واضحة في اتجاه الشرق نحو النيل.

### التضاريس
يتميز سطح السودان بصفة عامة بالرتابة في التضاريس، وبانتهاء التصريف المائي بشكل عام في نهر النيل. وتنطبق هذه الصفة على تضاريس أم درمان إذ يتميز سطحها بالانبساط والاستواء وتميل الأرض إلى الارتفاع من ناحية الشمال الغربي حيث تصل أقصي نقطة لها عند جبال كرري. وتجري فيها بعض الأودية والخيران التي تتجمع فيها مياه الأمطار خلال فصل الخريف ومن ثم تجري في الأرض المسطحة منحدرة نحو النيل وأهمها خور أبوعنجة شمبات، وادي سيدنا.

### الجيولوجيا
تتكون التركيبة الجيولوجية لأم درمان من الأتي:
- الصخور الأساسية: توجد في الجزء الشمالي والغربي وتضم مجموعة من النايس، الجرانيت والشست، كما أن هنالك تكوينات ما بعد المرحلة النارية القديمة لصخور الجرانيت والتكوينات البركانية التي شكلت الشلالات.
- تكوينات الصخر الرملي النوبي: تغطي جزء كبير من مساحة أم درمان، ولقد تكون في بداية الزمن الجيولوجي الثاني نتيجة للحركات الراسية. وهي طبقات أفقية مصفوفة مع ميل خفيف فوق الصخور القاعدية التي تكونت من البازلت ويتراوح سمك هذا الصخر من أمتار قليلة إلى أكثر من 500 مترا.
- التكوينات الرسوبية الحديثة : تتمثل في تكوينات السهل الطيني والتي توجد بالقرب من نهر النيل والتي تخصب بواسطة الفيضان والترسبات الرقيقة الآتية من النيل الأزرق. ومن التكوينات الرسوبية الحديثة أيضاً، الحصى الرمال التي تجرفها الأمطار والتي توجد في شمال المدينة. ويعتبر هذا السهل من الاراضى الصالحة للزراعة لأم درمان والذي يوجد على ضفاف النيل من الناحية الغربية بوحدة الريف الشمالي والجنوبي وتزرع فيها جميع الخضروات وأشجار الفاكهة التي تسوق في أسواق العاصمة القومية.

### التربة
- تنبع أهمية التربة وتأثيرها بتركيبها الكيميائي والميكانيكي في تحديد أنسب المواضع المختلفة لمختلف أنواع النشاطات، كما أنها تأتي في مقدمة الموارد الطبيعية لأهميتها للإنتاج الاقتصادي ونجد أن تكوين التربة في أم درمان يرتبط إلى حد كبير بمكوناتها الجيولوجية، فنجد التربة الرسوبية حديثة التكوين وهي تربة تتعرض للغمر بفيضان النيل وتتغير قطاعاتها بالترسبات الفرينية ويوجد هذا النوع في الأراضي الواقعة بمحاذاة النيل من الناحية الغربية.
- هنالك أيضا تربة ضحلة غرينية بها نسب من الحصى والرمل والحجارة وتكون بعيدة علي النيل ويوجد جزء منها في المناطق الغربية والجنوبية الغربية.
- أما التربة الصحراوية فهي تربة جافة بها قليل من المواد العضوية وتوجد في الأجزاء الغربية من المحلية.

### الغطاء النباتي
بناء علي تقسيم السودان إلى أقاليم نباتية تقع أم درمان في نطاق الإقليمين الصحراوي وشبة الصحراوي لذا تنحصر النباتات الطبيعية التي تكون الغطاء النباتي إلى نباتات حولية 70% ونباتات معمرة بنسبة 30% تقريبا، ويتكون الغطاء غالبا من شجر السيال، السمر، السدر، الطندب..... إلخ، إضافة إلى أعشاب القو، الخضرة، الضريسة..... الخ، كذلك أشجار الظل وأشجار الزينة بالأحياء والقرى.

## المناخ
يسود أم درمان المناخ الصحراوي في كل شهور السنة تقريباً باستثناء شهري يوليو / تموز وأغسطس / آب اللذان يشهدان بعض التساقطات المطرية بمعدل أقل مما هو في الخرطوم الواقعة شرقها على الضفة الأخرى للنهر مباشرة. وبمقارنة متوسط درجة الحرارة السنوي مع غيرها من المدن تعتبر أم درمان واحدة من المدن الأكثر حرارة في العالم حيث تتجاوز درجة الحرارة فيها 53 °م (127 °ف)، في فصل الصيف. ويبلغ المتوسط السنوي لدرجات الحرارة المرتفعة 37 °م (99 °ف) مع ستة أشهر في السنة لا يقل متوسط درجة حرارتها الشهري عن 38 °م (100 °ف). ويلاحظ عدم وجود أي شهر من شهور السنة لا تنخفض درجة الحرارة فيه عن 30 °م (86 °ف) وهو أمر غير مشهود في مدن رئيسية ذات مناخ صحراوي مماثل كالرياض وبغداد وفينكس بولاية أريزونا الأمريكية، لكن درجة الحرارة في أم درمان تنخفض انخفاضاً ملحوظاً خلال ساعات الليل لتصل إلى حوالي 15 °م (59 °ف).
| البيانات المناخية لـأم درمان                               | البيانات المناخية لـأم درمان | البيانات المناخية لـأم درمان | البيانات المناخية لـأم درمان | البيانات المناخية لـأم درمان | البيانات المناخية لـأم درمان | البيانات المناخية لـأم درمان | البيانات المناخية لـأم درمان | البيانات المناخية لـأم درمان | البيانات المناخية لـأم درمان | البيانات المناخية لـأم درمان | البيانات المناخية لـأم درمان | البيانات المناخية لـأم درمان | البيانات المناخية لـأم درمان |
| الشهر                                                      | يناير                        | فبراير                       | مارس                         | أبريل                        | مايو                         | يونيو                        | يوليو                        | أغسطس                        | سبتمبر                       | أكتوبر                       | نوفمبر                       | ديسمبر                       | المعدل السنوي                |
| ---------------------------------------------------------- | ---------------------------- | ---------------------------- | ---------------------------- | ---------------------------- | ---------------------------- | ---------------------------- | ---------------------------- | ---------------------------- | ---------------------------- | ---------------------------- | ---------------------------- | ---------------------------- | ---------------------------- |
| الدرجة القصوى °م (°ف)                                      | 43.9 (111.0)                 | 45.8 (114.4)                 | 48.1 (118.6)                 | 50.5 (122.9)                 | 53.3 (127.9)                 | 52.6 (126.7)                 | 51.5 (124.7)                 | 50.4 (122.7)                 | 51.8 (125.2)                 | 50.9 (123.6)                 | 48.2 (118.8)                 | 44.3 (111.7)                 | 53.3 (127.9)                 |
| متوسط درجة الحرارة الكبرى °م (°ف)                          | 30.8 (87.4)                  | 33.0 (91.4)                  | 36.8 (98.2)                  | 40.1 (104.2)                 | 41.9 (107.4)                 | 41.3 (106.3)                 | 38.4 (101.1)                 | 37.3 (99.1)                  | 39.1 (102.4)                 | 39.3 (102.7)                 | 35.2 (95.4)                  | 31.8 (89.2)                  | 37.1 (98.8)                  |
| المتوسط اليومي °م (°ف)                                     | 23.2 (73.8)                  | 25.0 (77.0)                  | 28.6 (83.5)                  | 31.9 (89.4)                  | 34.5 (94.1)                  | 34.3 (93.7)                  | 32.2 (90.0)                  | 31.3 (88.3)                  | 32.6 (90.7)                  | 32.4 (90.3)                  | 28.1 (82.6)                  | 24.5 (76.1)                  | 29.8 (85.6)                  |
| متوسط درجة الحرارة الصغرى °م (°ف)                          | 15.6 (60.1)                  | 17.0 (62.6)                  | 20.5 (68.9)                  | 23.6 (74.5)                  | 27.1 (80.8)                  | 27.3 (81.1)                  | 25.9 (78.6)                  | 25.3 (77.5)                  | 26.0 (78.8)                  | 25.5 (77.9)                  | 21.0 (69.8)                  | 17.1 (62.8)                  | 22.7 (72.9)                  |
| أدنى درجة حرارة °م (°ف)                                    | −5.5 (22.1)                  | −2.1 (28.2)                  | 3.6 (38.5)                   | 10.5 (50.9)                  | 17.8 (64.0)                  | 17.0 (62.6)                  | 13.8 (56.8)                  | 12.2 (54.0)                  | 14.0 (57.2)                  | 13.3 (55.9)                  | 5.9 (42.6)                   | 0.5 (32.9)                   | −5.5 (22.1)                  |
| الهطول مم (إنش)                                            | 0 (0)                        | 0 (0)                        | 0 (0)                        | 0 (0)                        | .4 (0.02)                    | 4.0 (0.16)                   | 46.3 (1.82)                  | 75.2 (2.96)                  | 25.4 (1.00)                  | 4.8 (0.19)                   | .7 (0.03)                    | 0 (0)                        | 156.8 (6.18)                 |
| متوسط أيام هطول الأمطار (≥ 0.1 mm)                         | 0                            | 0                            | .1                           | .1                           | .9                           | 1.2                          | 4.8                          | 4.8                          | 3.2                          | 1.2                          | 0                            | 0                            | 16.3                         |
| متوسط الرطوبة النسبية (%)                                  | 27                           | 22                           | 17                           | 16                           | 19                           | 28                           | 43                           | 49                           | 40                           | 28                           | 27                           | 30                           | 29                           |
| ساعات سطوع الشمس الشهرية                                   | 141                          | 211                          | 260                          | 330                          | 360                          | 390                          | 400                          | 390                          | 365                          | 300                          | 260                          | 180                          | 3٬587                        |
| المصدر #1: المنظمة العالمية للأرصاد الجوية (الأمم المتحدة) |                              |                              |                              |                              |                              |                              |                              |                              |                              |                              |                              |                              |                              |
| المصدر #2: BBC Weather                                     |                              |                              |                              |                              |                              |                              |                              |                              |                              |                              |                              |                              |                              |

## الإدارة
تشمل المحليات (البلديات)وتتولي هذه الوحدات الإدارية مهمة تقديم الخدمات العامة للمواطنين على نحو أشبه بما تقوم به البلديات والجماعات الحضرية في عواصم أخرى، ويشرف على إدارة المحلية رئيس يسمى المعتمد، إلا أن والي الولاية يمثل أعلى سلطة إدارية في الخرطوم.

### محلية أمدرمان
- الموقع الجغرافي والحدود: تقع محلية أم درمان بين دائرتي عرض 37ˉ - 31˚ 36.5ˉ - 32/˚ شمالاً وبين دائرتي خط طول 11.5ˉ - 15˚ / 39.5ˉ - 16˚ شرقاً، على الضفاف الغربية للنيل الأبيض ونهر النيل ويحدها من الشمال حدود محلية كرري الجنوبية ومن الغرب محلية أمبدة، ومن الجنوب الغربي وولاية جنوب كردفان ومن الناحية الجنوبية ولاية النيل الأبيض.
- المساحة: 740 كلم مربع
- السكان : 508401 نسمة
- الوحدات الإدارية: تتكون المحلية من إحدى عشر وحدة إدارية هي: وحدة ود نوباوي، وحدة حي العرب، وحدة السوق الكبير، وحدة السوق المركزي، وحدة السوق الشعبي، وحدة الصناعات، وحدة الموردة، وحدة أبو عنجة، وحدة أبو سعد، وحدة الريف.

### محلية كرري
- الموقع الجغرافي والحدود: تقع محلية كرري في الجزء الشمالي الغربي من ولاية الخرطوم تحدها من الشمال ولاية نهر النيل ومن الجنوب محلية أم درمان ومن الشرق نهر النيل ومن الغرب محلية أمبدة.
- المساحة: 3900 كلم مربع.
- السكان: 750,000 نسمة.
- الوحدات الإدارية: تتكون المحلية من ثلاث وحدات إدارية هي: وحدة الثورة، وحدة كرري، وحدة الريف الشمالي.

### محلية أمبدة
- الموقع الجغرافي والحدود: تحدها غرباً ولاية شمال كردفان وشرقاً محلية أم درمان وجنوباً محلية أم درمان وشمالاً ولاية نهر النيل والولاية الشمالية.
- المساحة: 308 كلم مربع.
- السكان: 1,500,000 نسمة.
- الوحدات الإدارية: تتكون الولاية من وحدات أدارية هي: وحدة سوق ليبيا، وحدة سوق أبو زيد، وحدة سوق الماشية السلام، وحدة الريف الغربي.[10]

## الاقتصاد والتجارة

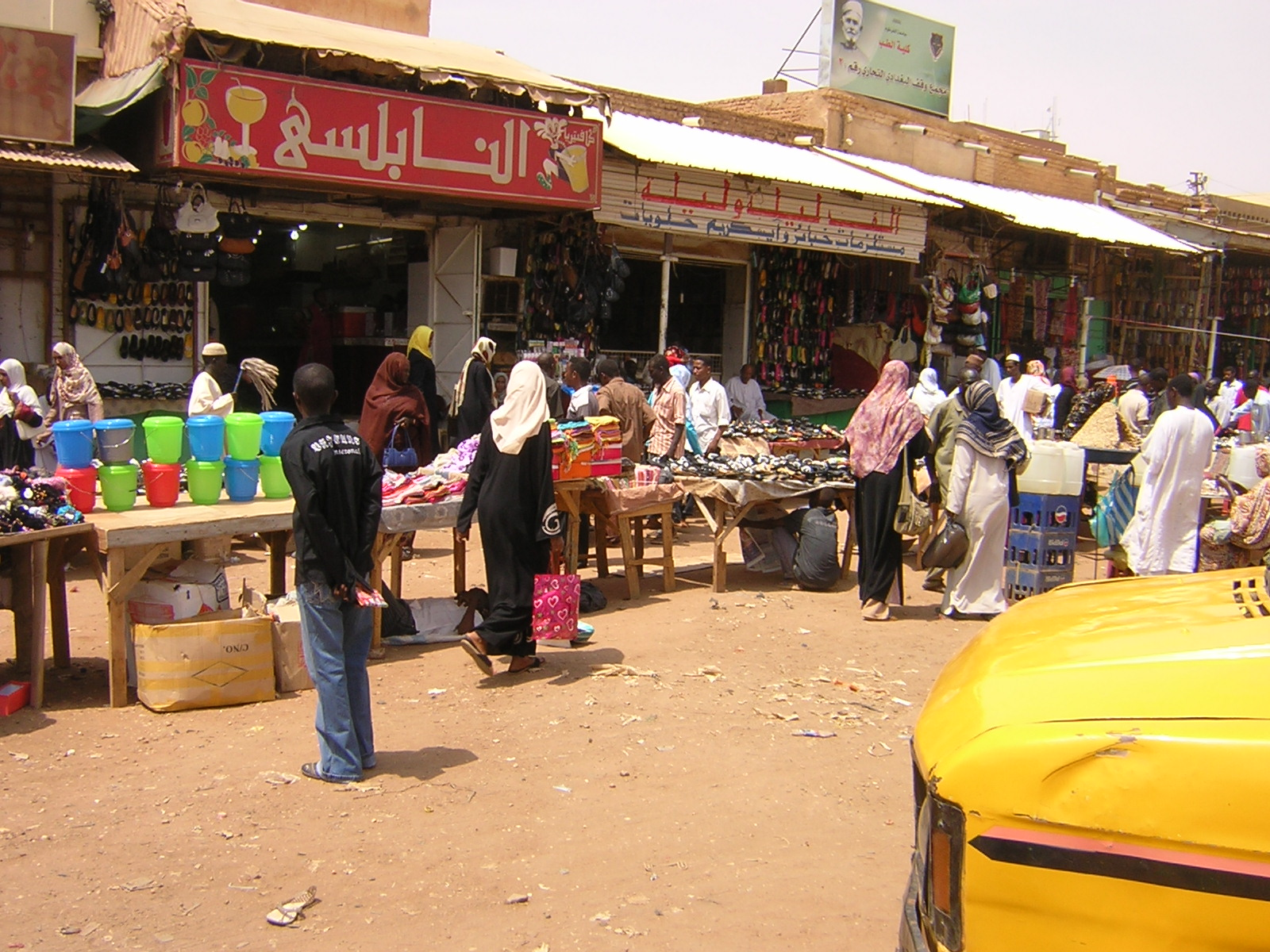
أحد الأسواق الشعبية في أم درمان

من الناحية التجارية، تعج أم درمان بالأسواق الكبيرة الزاخرة بمختلف أنواع البضائع، وهي تشكل أيضاً سوقاً للسلع المصدرة إلى ولايات غرب السودان. وتعد مركزاً لتجارة المواشي خاصة الإبل والضأن، وتجارة المصوغات الذهبية والحرف اليدوية والتوابل والبقوليات. وبها مجموعة من المصارف التجارية، من بينها بنك أم درمان الوطني. ومن أبرز أسواق أم درمان:

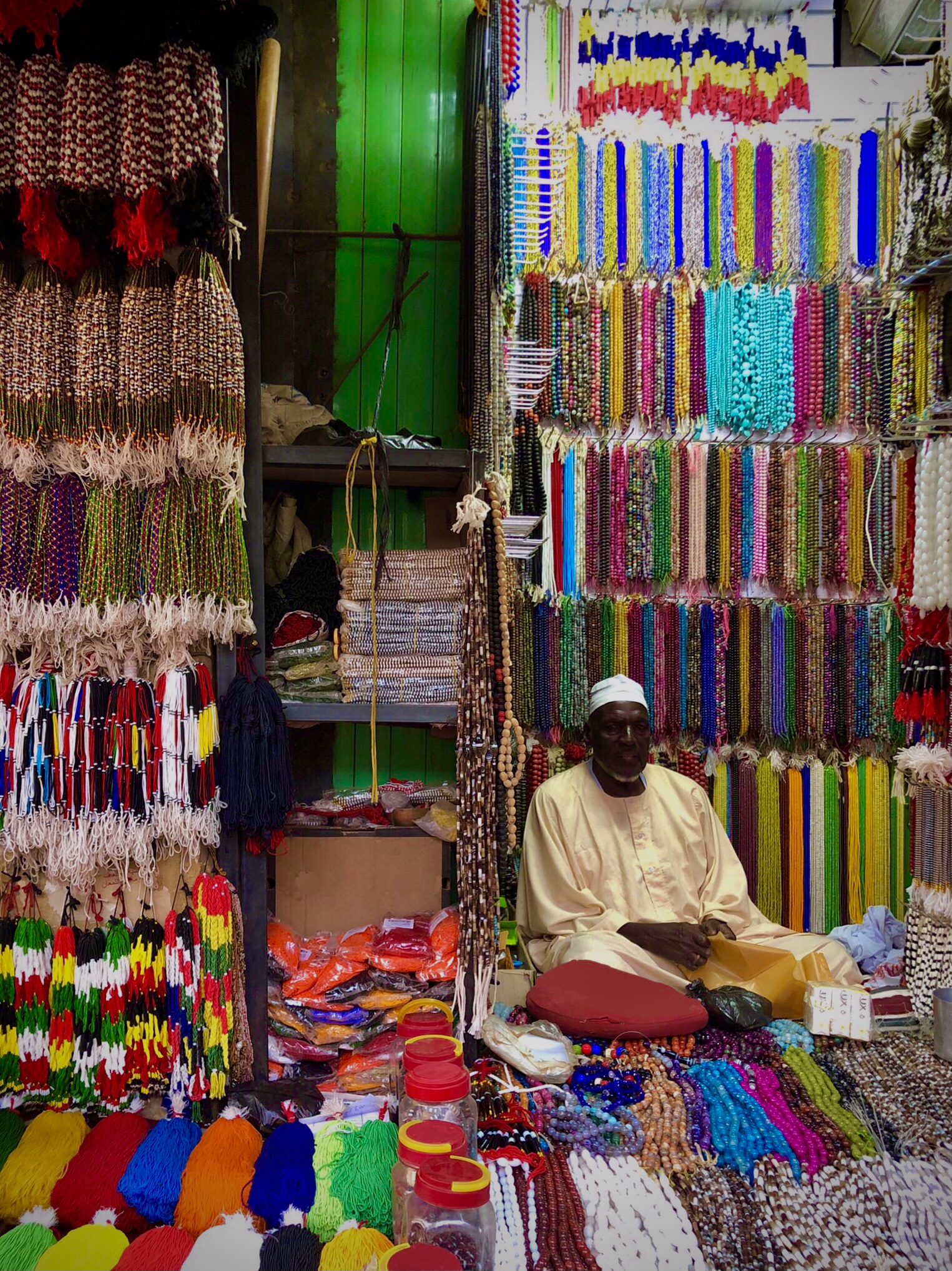
سوق امدرمان السودان - سوق السبح

- سوق امدرمان السودان - سوق السبحسوق أم درمان الكبير:من اعرق الأسواق في العاصمة المثلثة الخرطوم ويمتاز بالجو الشعبي الذي يضفي عليه نكهة خاصة، وكان ملتقى للمثقفين السودانيين واعضاء الحركات الوطنية الإبان الاستعمار، وتوجد به أماكن مخصصة لمنتجات الصناعات اليدوية تضم المجوهرات الذهبية والفضية، الخرز الأفريقي، الصناعات النحاسية، المصنوعات الجلدية ومجموعة الأعمال الفنية المصنوعة من المواد المحلية مثل العاج والأبنوس، والأثاثات التقليدية. وسوق (الطواقي والكوفيات التقليدية والعمائم)، وسوق العناقريب (لصناعة الأسرة التقليدية) ومحال دباغة الجلود - وسوق الالخضر والفاكهة ودلالة الشهداء (للمزدات) ومحلات الحرفيين حيث صناعة الأحذية والأحزمة والحقائب الجلدية المصنوعة من جلود التماسيح والثعابين الكبيرة، وهي صناعة باتت تواجه مشاكل تهددها بالانقراض بسبب وارادت الأحذية الأرخص ثمناً من دول مثل الصين والهند وسورية وإيطاليا وبسبب القوانين المشددة التي تحظر صيد التماسيح والثعابين الكبيرة وغيرها من الحيوانات البرية المحمية، وهو يضم العديد من البقالات الشهيرة وأماكن لبيع اللحوم الخضراوات والمحاصيل.
- السوق الشعبي أم درمان: يقع في الأطراف الغربية لمدينة أم درمان وتوجد به محلات لبيع الكثير من السلع الاستهلاكية بالجملة والتجزئة، بالإضافة إلى منتجات الصناعات الصغيرة وورش الأعمال الفنية. كما توجد به أيضا محطة للحافلات السفرية والشاحنات إلى معظم أجزاء السودان خاصة الولايات الشمالية ويمكن الوصول إلى هذه السوق عن طريق المركبات العامة أو سيارات الأجرة من المحطات الوسطي بالخرطوم والخرطوم بحري ومن السوق الشعبي الخرطوم.
- سوق ليبيا (للسلع الواردة من ليبيا)، وهو سوق للملابس والمنسوجات ومحلات الصاغة (للذهب والمجوهرات ومستلزمات الأعراس، كالحناء والبخور والمباخر والإكسسوارات الفضية التقليدية)، والتوابل والبقوليات، وإلى جانب هذه الأسواق التقليدية توجد أسواق للسلع العصرية وعدد آخر من الأسواق المغلقة (البازارت). وتشكل هذه الأسواق المتجاورة في موقعها إلى جانب دورها الاقتصادي في المدينة، معلماً سياحياً مهماً فيها.وايضا أسواق امدفسو، وام سويقة،

## الصناعات التقليدية

### معاصر الزيوت
معاصر الزيوت هذه الصناعة التقلدية يصل عمرها إلى مئات السنين. وهي تنتج الزيت من السمسم والفول. وكانت توجد المعاصر في منطقة حي الموردة وشرق سوق أم درمان عند شارع أبي روف بحي مكي (ود عروسه) بيد أن المستعمر الإداري أراد لهذه المصانع أن تنزوي غرب أم درمان في المنطقة الواقعة شرق اللاسلكي حيث كانت هذه المعاصر تعد على أطراف الأصابع
- وتصنع معصرة السمسم التقليدية من سيقان الأشجار المعمرة ذات الحجم الكبير على شكل إناء مخروطي مجوف من الداخل. وبعد وضع بذور السمسم في المعصرة تُضَاف كميات مناسبة من الماء إلى البذور، وتُعصر البذور داخل العصارة بواسطة “لوح حطب أو عود” بحركةٍ دائرية عن طريق جمل يواصل العمل لساعاتٍ طويلةٍ في اليوم، وهو مغمض العينين حتى لا يصاب بالدوار. وتستغرق العملية الواحدة لعصر السمسم أكثر من أربع ساعات، ليحصل بعدها صاحب المعصرة على زيت السمسم.[13]

ومن الرعيل الأول الذين ولجوا إلى مجال التصنيع كان حاج التوم محمد خير من الرواد الأوائل في هذا المجال، عصارة ود الغول، عصارة عيسى، عبد العزيز جاد المولى، حاج خيري، محمد ود الصديق، احمد العالم، عصارة حامد الاسيوطي وعصارة القباني....كذلك نجد بهذه المنطقة عدداً من مصانع الصابون وذلك لإرتباطها بهذه الصناعة منها فبريكة الكردي للصابون.

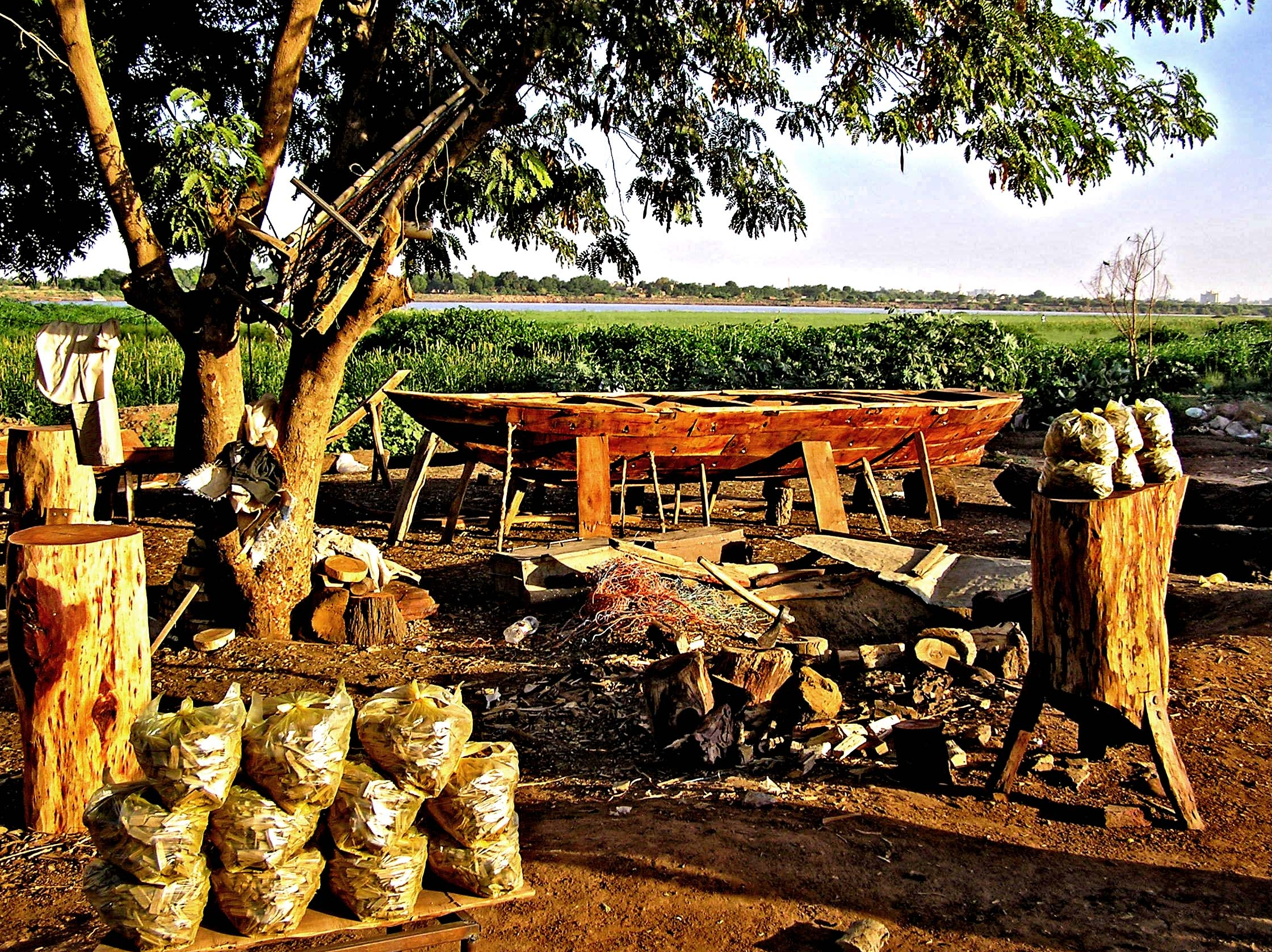
صناعة القوارب من الصناعات التقليدية البارزة في أم درمان

### صناعةالقوارب(صناعةالمراكب)
هي من أقدم الصناعات اليدوية في أم درمان وذلك لموقع أم درمان بالقرب من نهر النيل خاصة في حي حي الموردة وحي أبو روف. ولاتزال بعض ورش صناعة المراكب في مكان انشائها كما هو حال ورشة حسين نصر حامد التي يرجع تاريخهاإلى عهد المهدية وحسب رواية عدد من السكان فإن الورشة كانت من أوائل الورش التي أقيمت في المنطقة التي كان لها صيت وباع، إلا أنها حالياً وصلت إلى حد صارت معه مجرد أثر يرتاده السائحون وغيرهم من زوار المنطقة.

### صناعة الفخار
تعتبر صناعة الفخار في أم درمان، واحدة من أقدم الصناعات اليدوية التي تواصل صمودها رغم رياح التغيير، محتفظة بروادها ومستخدميها. ويمارس العشرات من السكان مهنة تشكيل مادة الطين عن طريق اليد أو عن طريق العجلة والتي هي عبارة عن «آلة تدار بالقدم عن طريق سير متحرك». وأمشاط الفخار التي لا زالت تستخدم في إنتاج الفخار وفي حفر أشكال متنوعة من الزخارف على الفخار تشير إلى حرفة دالة على عمل ذهني بلغت مرحلة نضوجه مستوى مهارات لا تزال مصدر دهشة وابداع.

### الصناعات التحويلية
يشمل القطاع الصناعي في أم درمان الصناعات الغذائية مثل مصانع إنتاج الحلوى والمياه الغازية والمياه المعدنية ومعاصر الزيوت ومصانع المنسوجات والألبسة والمطابع ودباغة الجلود وغيرها من الصناعات الخفيفة. وتقع المنطقة الصناعية للمدينة والتي تضم عدداً من المصانع الخفيفة بما الصناعات التحويلة وورش صيانة الآليات والمركبات ومخارط المعادن ومعظمها يقع في المنطقة الصناعية بأم درمان، غرب السوق الكبير وشمال السوق الشعبي بشقيها المنطقة الصناعية القديمة والمنطقة الصناعية الجديدة.

## السياحة

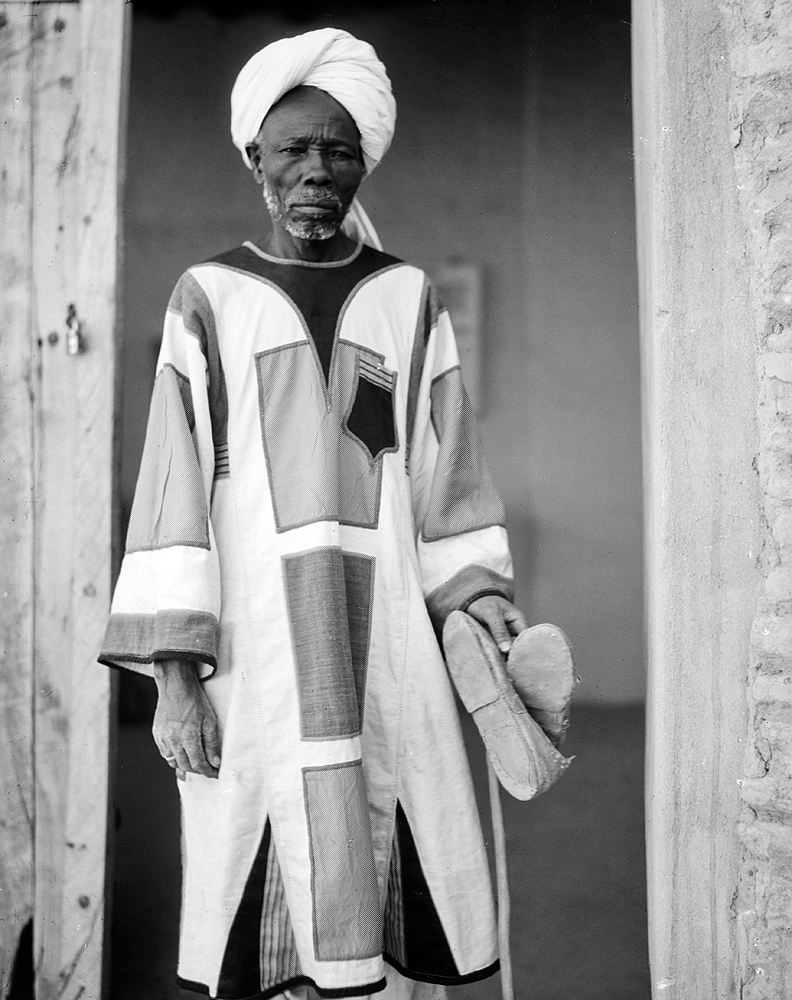
نموذج لزي أحد أنصار المهدي، متحف بيت الخليفة، أم درمان

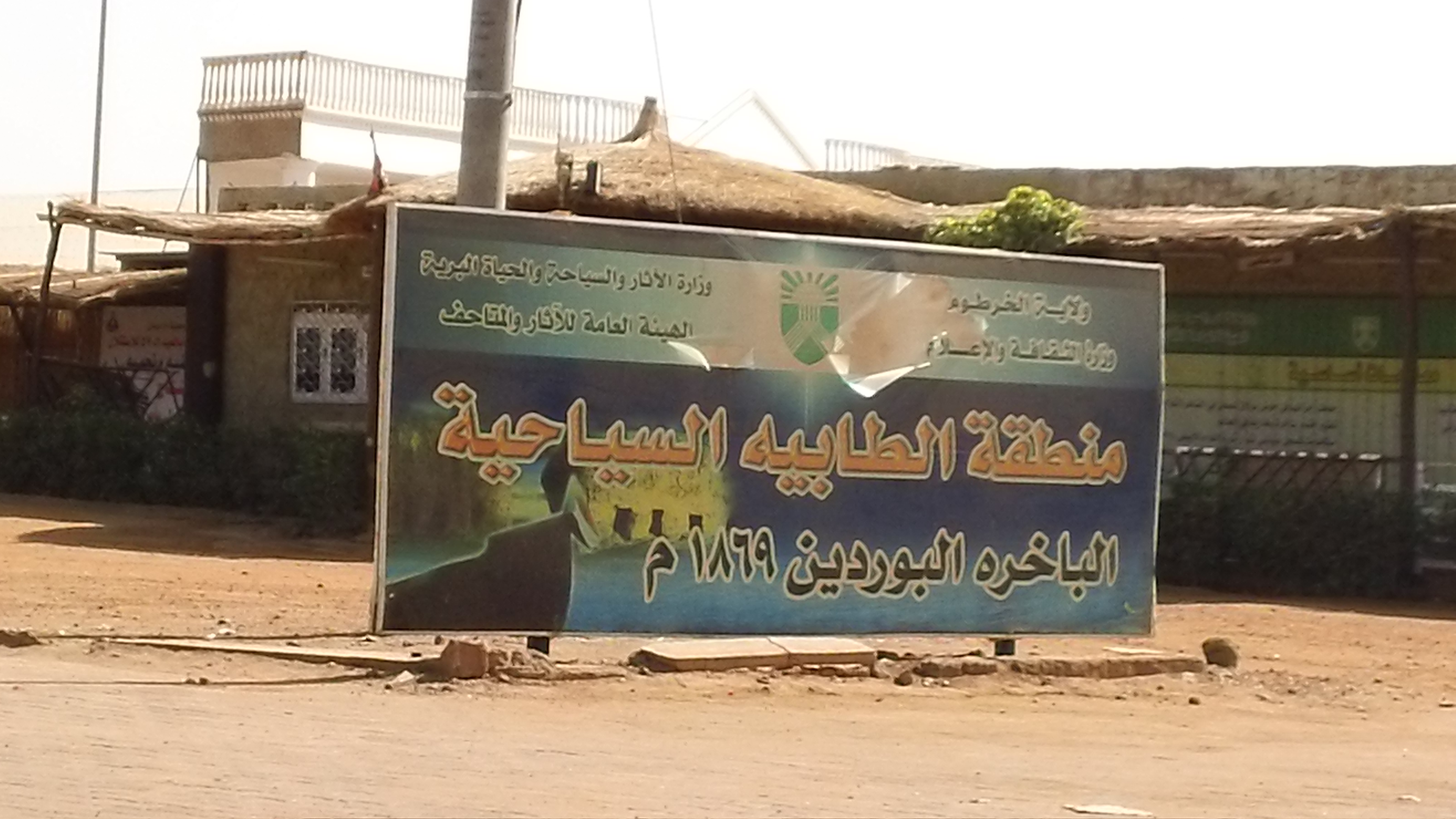
منطقة الطابية السياحية

أم درمان مدينة سياحية من الطراز الأول، فهي تقع على مرمى حجر من الخرطوم، وتتميز بصناعاتها التقليدية، إلا أن أهم ما يميزها سياحياً هي حلقات الدراويش وعروض الإنشاد والمدائح والتي تجذب السواح من الغرب خاصة من الدول الإسكندنافية.

### قبة المهدي
صمدت قبة القائد السوداني الأمام محمد أحمد المهدي التي تحوي ضريحه كأحد المعالم الروحية والتاريخية لمدينة أم درمان رغم قصفها من بوارج قوات الاحتلال البريطاني بقيادة اللورد كتشنر عقب معركة كرري الشهيرة عام 1889.
ووفقاً لوثائق التاريخية فإن اللورد كتشنر أراد من خلال قصفه للقبة احباط الروح المعنوية للثوار المناوئين للاستعمار البريطاني بعد تلك المعركة التي سقط فيها مايقارب الـ 10 آلاف من الثوار المقاتلين من أنصار المهدي.
قبيل استقلال السودان أعاد الإمام السيد عبد الرحمن المهدي نجل الإمام المهدي بناء القبة من جديد كما قام ببناء مجمع حولها شهد العديد من الأحداث السياسية المعاصرة التي مر بها السودان. وتقف قبة المهدي اليوم في قلب مدينة أم درمان التي تلقب بالعاصمة الثقافية كشاهد على تاريخ السودان الحديث، بينما يستقبل متحف بيت الخليفة الموجود جوارها أعداد من السياح والمهتمين بتاريخ تلك الحقبة من تاريخ السودان والذي يضم العديد من المقتنيات الأثرية لتلك المرحلة.

### متحف بيت الخليفة
ومن المعالم السياحية متحف بيت الخليفة؛. وهو المنزل الذي كان يقيم فيه الخليفة عبد الله التعايشي والمواقع الأثرية الأخرى المجاورة التي تعود إلى عهد الدولة المهدية منذ عام 1881 م، ومنها بوابة عبد القيوم -وهي بقايا سور المدينة الذي كان يحيط بها في الفترة ما بين 1885 م و1898 م.

### الطابية

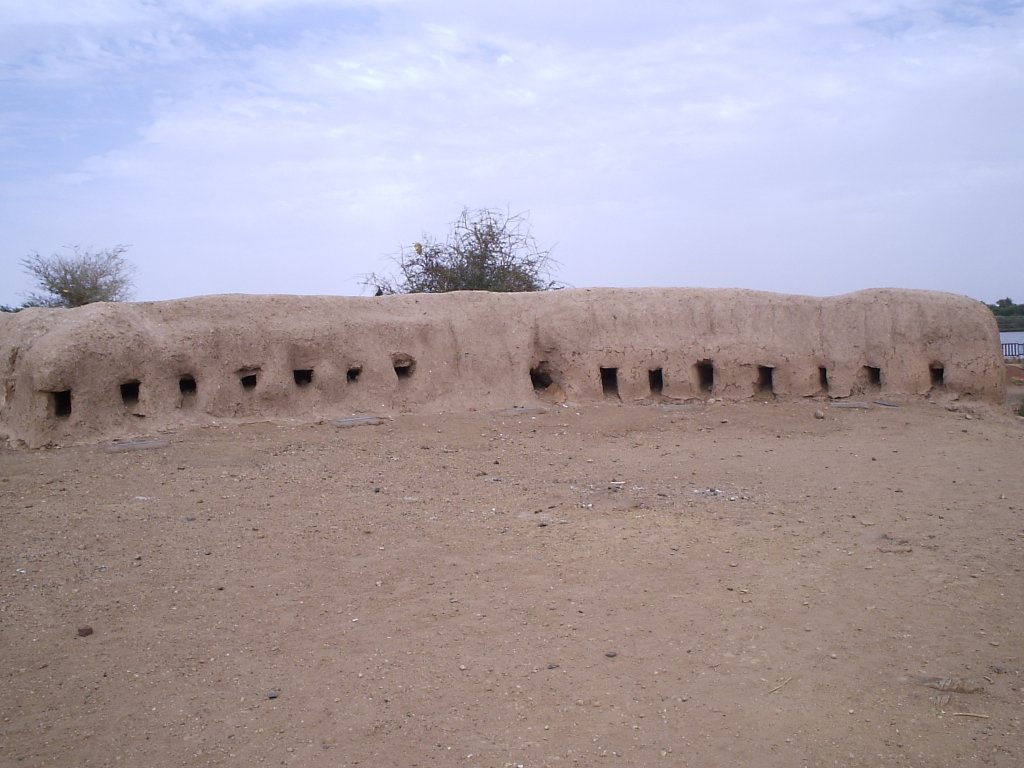
الطابية

كما توجد في أم درمان آثار «الطابية» وهي عبارة عن موقع حصين مبني من الصخور الصلبة وكان يحتمى به قناصة جيش المهدى ومدفعيته لصد أي هجوم يأتي من جهة النيل.

### مسجد النيلين
ومن المعالم السياحية الأخرى مسجد النيلين الذي افتتح في عهد الرئيس جعفر محمد نميري ويعتبر واحداً من المعالم المعمارية المميزة في السودان، فقد تم بناء المسجد على شكل صدفة عملاقة عند ملتقى النيلين الأبيض والأزرق وشُيّد تنفيذاً لفكرة تصميم مشروع تخرج لطالب من كلية الهندسة والمعمار بجامعة الخرطوم في منتصف سبعينيات القرن الماضي. وهو أول مبنى في السودان يتم تشييده من قواطع الألمنيوم وبدون اعمدة تسند السقف، إذ يتصل السقف بالأرض مباشرة تماما كالصدف.

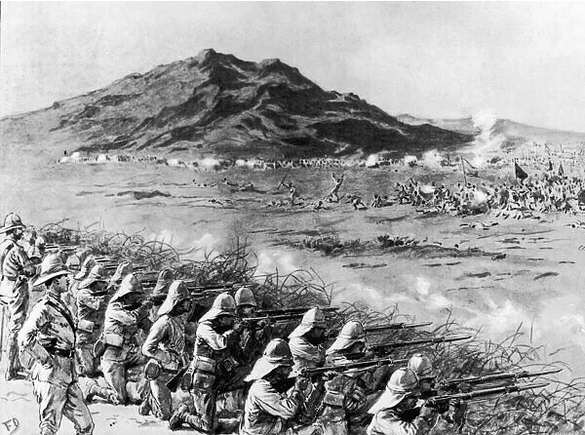
معركة امدرمان 1898

ويقترن اسم أم درمان بمعركة أم درمان الشهيرة التي وقعت على مشارف المدينة، ودارت رحاها بين قوات المهدية بقيادة الخليفة عبد الله التعايشي وقوات الغزو البريطانية تحت قيادة اللورد هربرت كتشنر وضمت في صفوفها رئيس الوزراء البريطاني الأسبق وينستون تشرشل الذي كان وقتئذ ضابطاً في الجيش، وألف فيما بعد كتابه المشهور «حرب النهر» عن انطباعاته في تلك الفترة.

## الحدائق والميادين العامة
| توجد في أم درمان، خاصة في المركز التجاري بالمدينة وبالقرب من منطقة مقرن النيلين حدائق ومنتزهات عامة. ومن حدائق أم درمان: - حديقة أمدرمان الكبري (ماجيك لاند حاليا) - حديقة الموردة - حديقة النخلة - منتزه الرفيرا العائلي على شارع النيل - حديقة الملازمين - ميدان المولد النبوي الشريف في وسط أمدرمان |

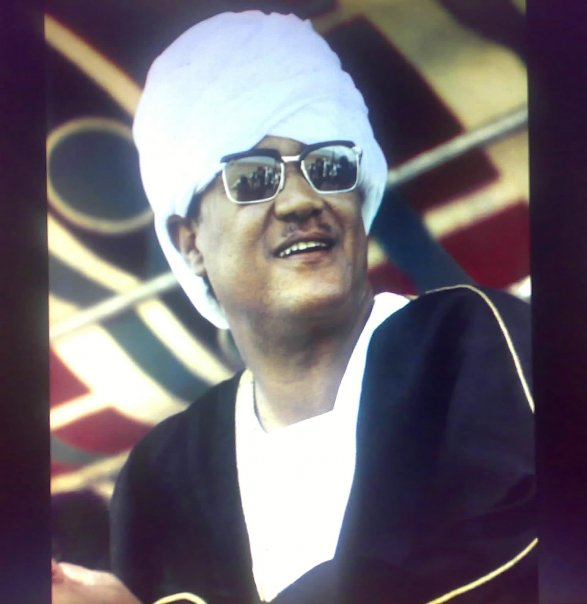
الرئيس جعفر محمد نميري واحد من أشهر مواليد أم درمان، حي ود نوباوي

| N33 |

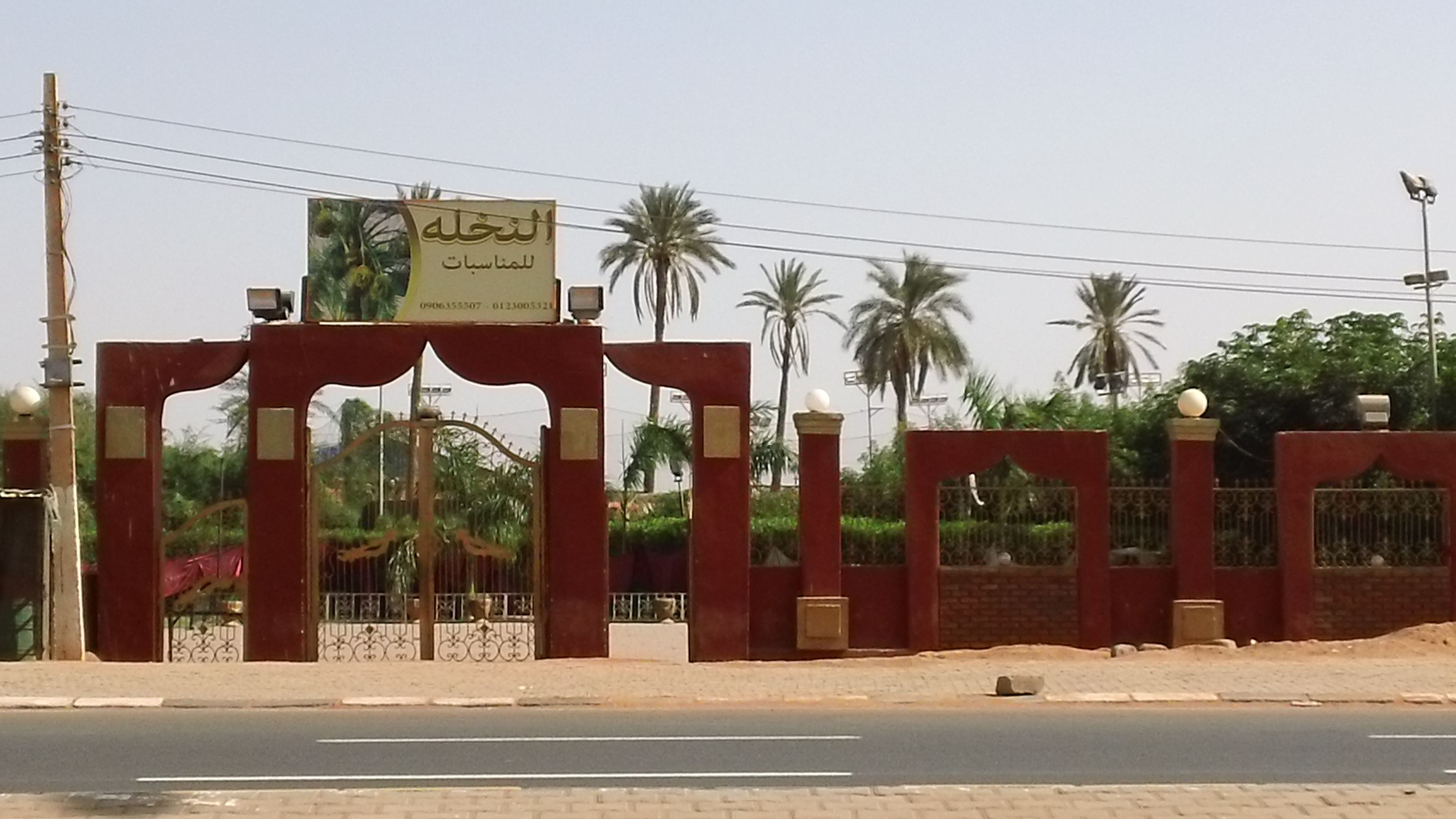
حديقة النخلة
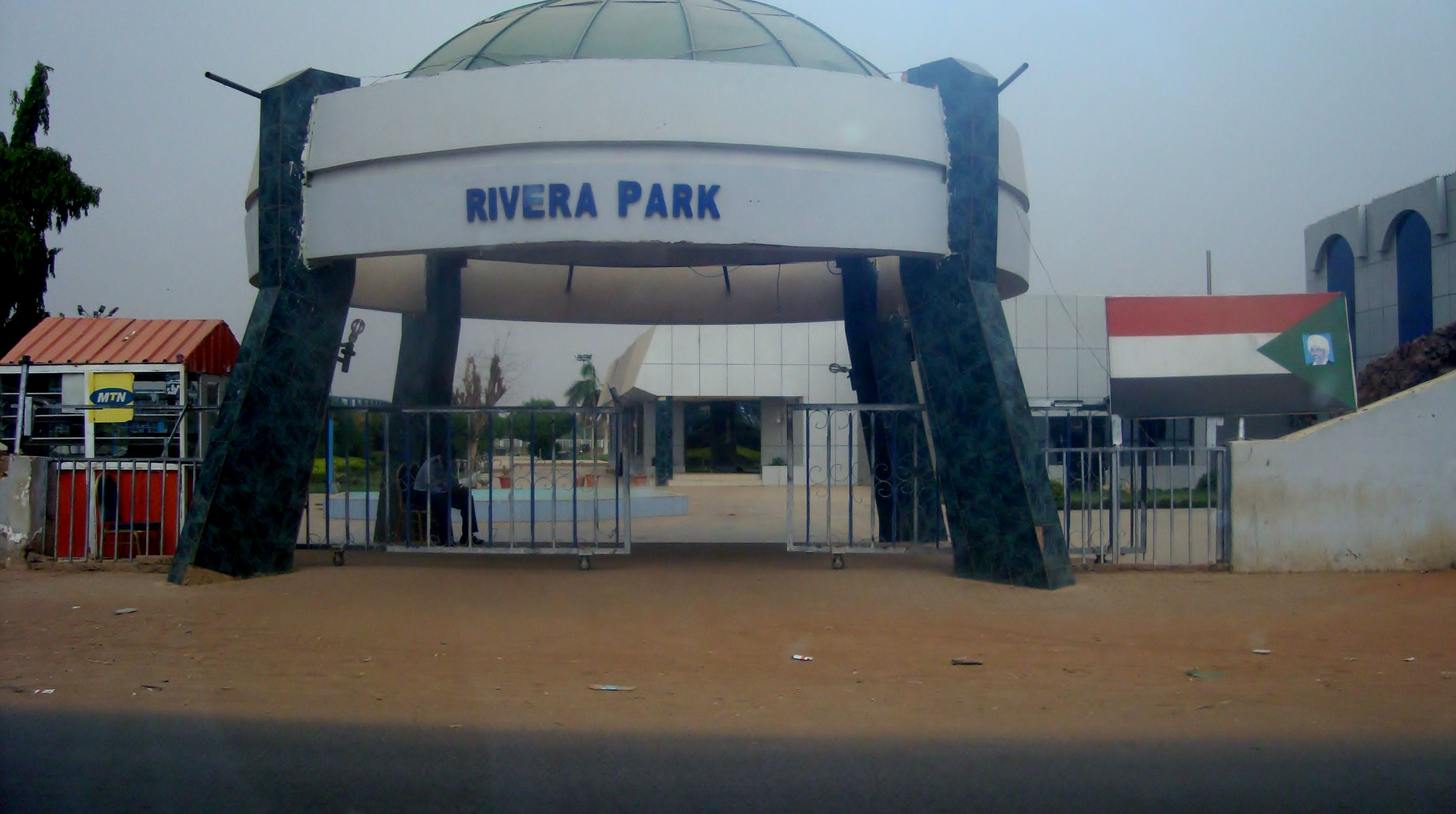
:منتزه الريفرا - بامدرمان.شارع النيل
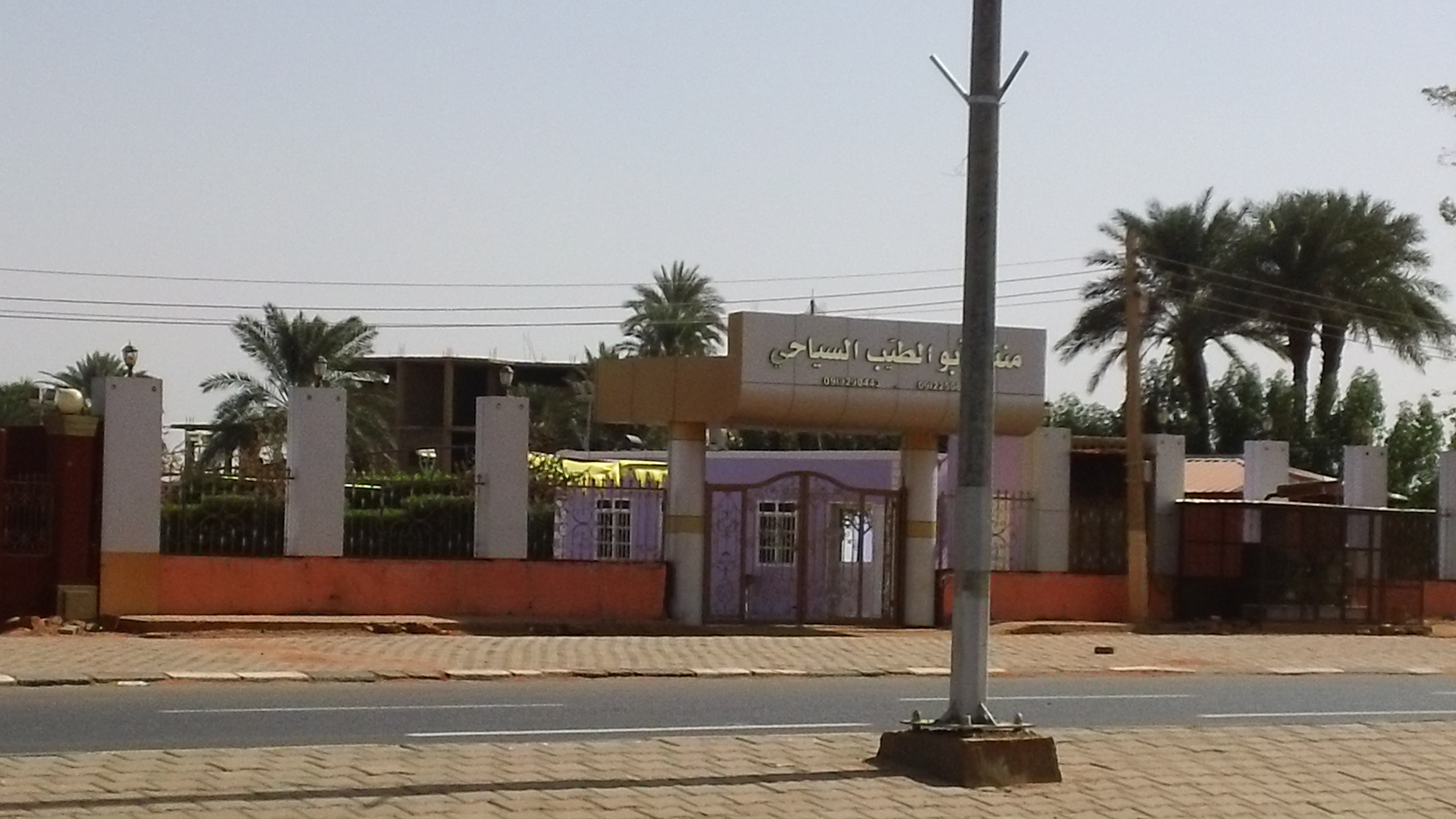
حديقة ابو الطيب

## أهم المباني بام درمان
- قاعة مجلس الشعب (المجلس الوطني السوداني حالياً)
- قصر الشباب والأطفال
- مسجد النيلين
- مبنى بلدية أم درمان (محلية أم درمان حالياً)
- استديوهات الإذاعة والتلفزيون
- قبة المهدي
- المسرح القومي السوداني

## الخدمات العامة

### التعليم
تعتبر أم درمان من المدن السودانية التي شهدت نهضة تعليمة منذ وقت طويل وبرز فيها اسم الشيخ بابكر بدري رائد تعليم المرأة في السودان الذي أسس مدرسة الأحفاد والتي تطورت حتى أصبحت اليوم جامعة الأحفاد للبنات. توجد بها مدرسة خور عمر التي تحولت فيما بعد إلى جامعة كرري للعلوم والتقانة. كما يوجد بها العديد من المدارس بما في ذلك مدارس الجاليات الأجنبية المقيمة فيها. كما كان يوجد فيها معهد أم درمان العلمي.
عرفت منطقة أم درمان التعليم منذ وقت بعيد على يد فقهاء مدارس الخلاوي فقد تزامن تاريخ تأسيسها مع قيام المدارس القرآنية فيها والتي انحصر دورها على التعاليم المرتبطة بالعقيدة الأسلامية من تحفيظ سور القرآن وتفسيرها ومباديء الفقه وقواعد اللغة العربية وأساسيات الحساب. وفي العهد التركي المصري تم افتتاح عدة مدارس نظامية حديثة في السودان.
ومنذ ذلك الحين انتشرت المدارس في أم درمان على اختلاف مراحلها ومناهج التعليم فيها. ويمكن تقسيم المدارس فيها إلى مدارس عامة حكومية أصبح لبعضها شهرة على نطاق السودان وأخرى خاصة يديرها القطاع الخاص وتشمل هذه الفئة مدارس الجاليات الأجنبية والتي ساهم بعضها بقدر كبير في مجال التعليم بالمدينة مثل المدارس الإنجيلية، ومدارس الإرساليات وكمبوني التي أسسها دانيال كومبوني. ومن مدارس الجاليات الأجنبية: المدرسة البريطانية ومدرسة كامبريدج الدولية.
وإلى جانب مدارس مرحلة الأساس والمرحلة المتوسطة توجد عدة مدارس ثانوية منها:
- مدرسة أم درمان الأميرية الوسطى أنشئت عام 1904م وقد استضافت كلية غوردون قبل انتقالها إلى مبانيها في الخرطوم تعددت أسماؤها فكانت أم درمان الأوليّة ثم أم درمان الوسطى وأخيراً أم درمان الأميريّة
- مدرسة المؤتمر الثانوية الحكومية
- المدرسة الأهلية الثانوية الحكومية
- مدرسة يوسف الدقير النموذجية
- مدرسة المؤتمر الثانوية، وهي مدرسة قديمة في تاريخ تأسيسها سميت بهذا الاسم تيمناً بحركة مؤتمر الخريجين الوطنية التي كانت تنادي بتصفية الاستعمارالبريطاني للسودان. تم افتتاح المدرسة في عام 1951 م من قبل الرئيس إسماعيل الأزهري، أول رئيس للسودان (ورئيس مؤتمر الخريجين سابقاً).
- مدرسة بشير محمد سعيد الثانوية
- مدرسة أم درمان الاهلية الثانوية
- مدرسة محمد حسين الثانوية
- مدرسة أم درمان الثانوية للبنات

كما توجد بالمدينة ثلاثة جامعات حكومية وهي: جامعة أم درمان الإسلامية وجامعة الزعيم الأزهري وجامعة القرآن الكريم والعلوم الإسلامية وعدد من الجامعات الخاصة منها جامعة الرباط الوطني (كلية الحاسوب) جامعة الأحفاد والجامعة الأهلية وجامعة العلوم والتقانة.
وهناك معهد القرش الصناعي الذي تأسس في ثلاثينيات القرن الماضي لتعليم الصبيان المتشردين بعض الحرف، ومعهد سكينة لتأهيل ذوى الاحتياجات الخاصة (الصم والبكم). وقد تطور هذا المعهد حتى أصبح واحد من المؤسسات المهمة في قطاع الصيانة والترميم، ووجد دعماً واهتماماً من بعض الجمعيات الخيرية من داخل البلاد وخارجها كما يوجد بها عدد كبير من المعاهد العليا الخاصة ومنها كلية الإمام الهادي.
انظر أيضا
- قائمة الجامعات في السودان

## الأعياد والعطلات الرسمية
الأعياد والعطلات الرسمية التي تغلق فيها دوواين الحكومة والأسواق الكبيرة أبوابها هي المناسبات نفسها التي تشمل السودان كله.
| التاريخ                | 'المناسبة                                          |
| 1 يناير / كانون الثاني | رأس السنة الميلادية عيد الاستقلال                  |
| 7 يناير / كانون الثاني | عيد الميلاد المجيد حسب الكنيسة الأرثوذكسية الشرقية |
| 30 يونيو / حزيران      | ذكرى ثورة الإنقاذ                                  |
| 30 يوليو / تموز        | عيد الشهداء                                        |
| 25 ديسمبر/ كانون الأول | عيد الميلاد المجيد حسب الكنائس الغربية             |
| 1 محرم                 | رأس السنة الهجرية                                  |
| 12 ربيع الأول          | المولد النبوي الشريف                               |
| 27 رجب                 | الإسراء والمعراج                                   |
| 1 شوال                 | عيد الفطر                                          |
| 10 ذو الحجة            | عيد الاضحى                                         |

## النقل والمواصلات
ساعد موقع أم درمان في وسط االبلاد تقريباً داخل العاصمة القومية على تسهيل ربطها بكافة عواصم ومدن ولايات السودان المختلفة، براً عبر الطرق الممهدة والطرق الموسمية.أما داخل المدينة فتتنوع وسائل النقل من سيارة الأجرة الصفراء اللون وحافلات المدينة وغيرها من الحافلات الأخرى على مختلف الأحجام وتسمى بالباصات، كما تستخدم الدراجات النارية ثلاثية العجلات المعروفة بالتوك توك وتعرف في الخرطوم باسم الرقشة، فضلاً عن القطارات والعبارات النيلية.
يجري العمل حالياً على إنشاء مطار دولي جديد، بعيداً عن مركز العاصمة وذلك لعدة أسباب أهمها وقوع المطار القديم في وسط مدينة الخرطوم مما يشكل خطورة على السكان وعائق أمام بناء المباني الشاهقة والمرتفعة في الخرطوم، فضلاً عن زيادة الطلب على الرحلات الدولية للخرطوم، مما يستدعي بناء مطار جديد يستوفي المعايير الدولية من حيث مدرجات الإقلاع والهبوط وصالات المسافرين وغيرها من المرافق الأخرى. فوقع الاختيار على مدينة أم درمان
- الطرق السريعة والجسور والأنفاق

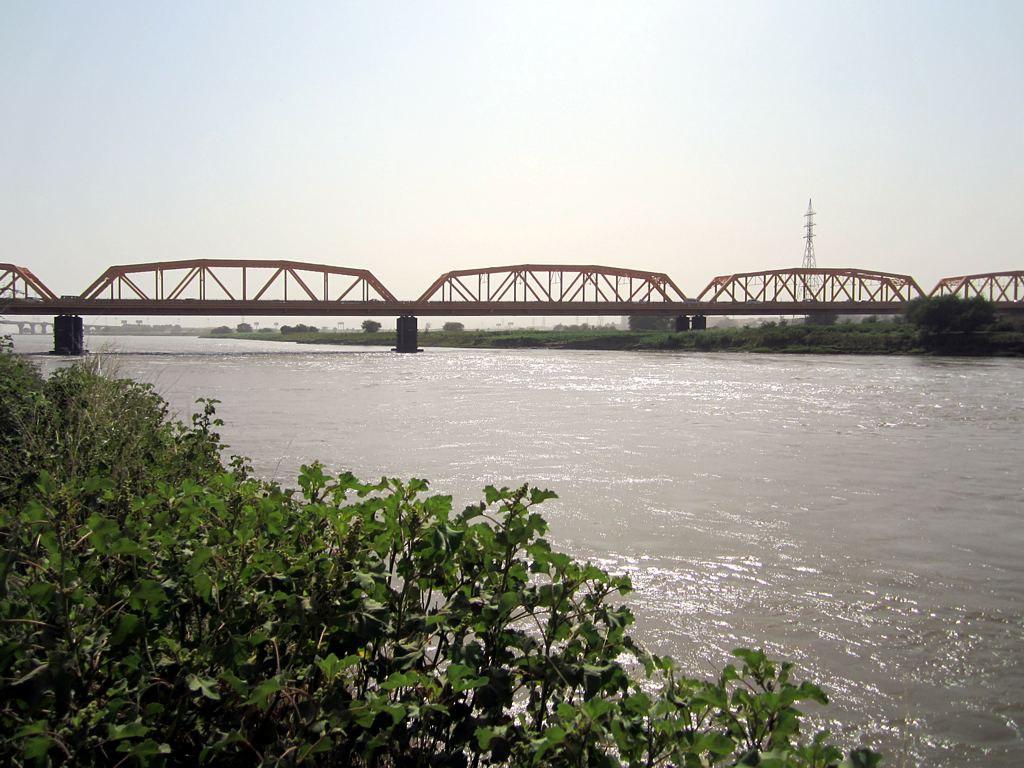
يعبر النيل الأبيض ليربط الخرطوم بأم درمان.

أم درمان هي إحدى مدن العاصمة المثلثة ولذلك فهي ترتبط بأم درمان والخرطوم بحري بعدة جسور مقامة على نهري النيل: الأزرق والأبيض وهي:
| - كوبري النيل الأبيض القديم حيث يربط الخرطوم مع أم درمان. - كوبري الإنقاذ حيث يربط الخرطوم مع أم درمان. - كوبري الدباسين حيث يربط بين الخرطوم وأم درمان ويوجد علي النيل الأبيض (تحت الإنشاء). - جسر شمبات حيث يربط بين الخرطوم بحري وأم درمان ويوجد علي النيل. - كوبري الحلفايا حيث يربط بين الخرطوم بحري وأم درمان ويوجد علي النيل. |

## الرعاية الصحية
توجد بالمدينة عدة مستشفيات ومراكز صحية تتوزع في وسط المدينة وأحيائها المختلفة وكذلك نجد المستوصفات الطبية وعيادات الأطباء الخاصة والأخصائيين إلى جانب مكاتب مؤسسات التأمينات الصحية.
وتشرف على إدارة النظام الصحي في أم درمان جهتان، هما الحكومة المركزية ووزارة الصحة الإقليمية. وتشرف الحكومة المركزية على مستشفيات في ولاية الخرطوم الكبيرة العامة منها مستشفى أم درمان، بينما تشرف وزارة الصحة الإقليمية على المراكز الصحية. ونظراً للتنافس الكبير بين هذه المستشفيات والمؤسسات الصحية وعدم تكاملها فإن الكثير من الموارد يتم إهدارها حيث تحصل المستشفيات الكبيرة على دعم حكومي مما يجعلها تستقطب العدد الكبير من المرضى الأمر الذي يشكل حالة من التكدس إضافة إلى مشاكل التنقل على نحو يستدعي الإصلاح خاصة بعد التدهور الكبير في القطاع الصحي. وأول تحد يواجه الإصلاح هو التوسع في الخدمات ونقلها إلى خارج مركز العاصمة. وإلى جانب ذلك تشرف وزارة الصحة الإقليمية على نظام التأمين الصحي بقسط قدره 25 جنيه سوداني (4 دولارات) شهرياً لجميع افراد العائلة الواحدة بينما يدفع العمال حوالي 60% من صندوق التأمين الصحي السوداني وتغطي الحكومة النسبة المتبقية. وتتولى صناديق الزكاة والأعمال الخيرية دفع اقساط مقدرة من تأمينات الأسر.
الجدول التالي يظهر أهم المستشفيات الموجودة في أم درمان:
| - مستشفى أم درمان - مستشفى محمد ألامين حامد للأطفال - مستشفى الولادة أو القابلات - المستشفى العسكري - مستشفى المناطق الحارة بالملازمين - مستشفى الأمراض الصدرية - مستشفى التجاني الماحي للأمراض النفسية والعصبية | - المستشفى الصيني - مستشفى مكة لأمراض العيون - مستشفى الوالدين لأمراض العيون - مستشفى الهلال الأحمر - مستشفى أمبدة - مستشفى النو | - مستشفى الملازمين - مستشفى النيل الازرق - مستشفى أسيا - مستشفى يستبشرون . |

## الثقافة

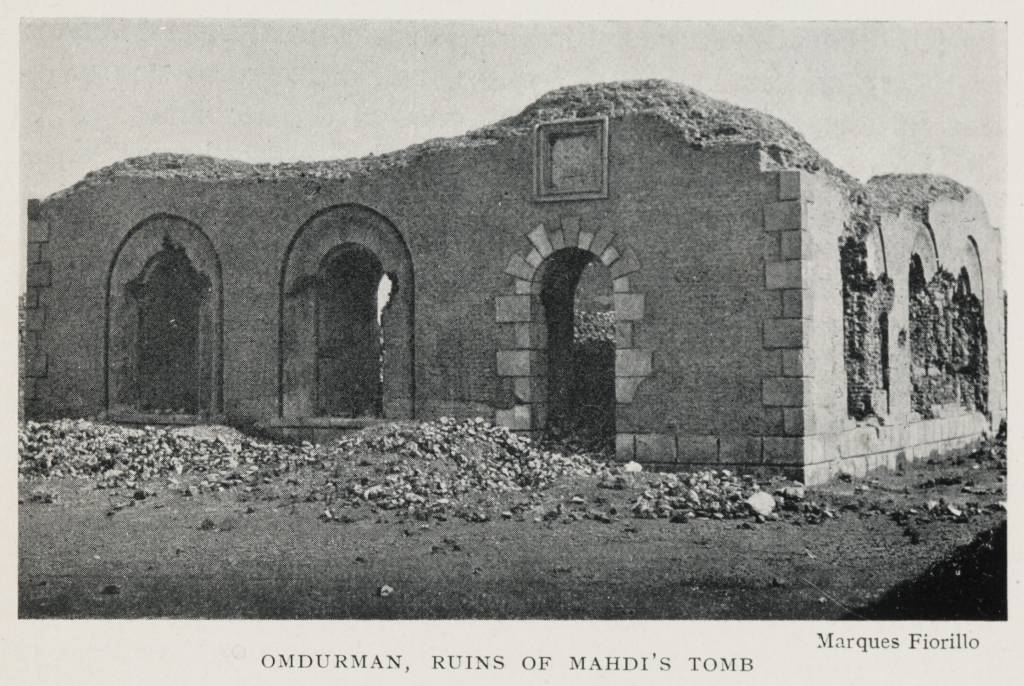
بقايا ضريح المهدي 1906م

أم درمان عاصمة الثقافة ومقر نقابة الفنانين والمهنيين الموسيقيين. ومبنى المسرح القومي وعدد من دور النشر، إلى جانب قصر الشباب والأطفال الذي شيدته كوريا الشمالية ليكون مقراً للفعاليات الثقافية والرياضية الشبابية في العاصمة المثلثة.

### أم درمان في الشعر السوداني
أم درمان هي المدينة ملهمة كل جيل وذلك لم لديها من تاريخ حافل وطويل. أم درمان هي الحيز الذي جمع كل تشكيلة السودان في جغرافيته المصغرة.
ومن كم قصائد أم درمان قصيدة أنا أم درمان لعبد المنعم عبد الحي وغناء أحمد المصطفى
| N33 |

| N33 |

| N33 |

| N33 |

| N33 |

| N33 |

### المسرح القومي السوداني
يقع في شارع النيل بأم درمان بالقرب من مبنى الإذاعة والتلفزيون القومي تم وضع حجر الاساس للمسرح القومى السودانى قبالة شؤاطئ النيل في مدينة امدرمان إنشئ المسرح القومي عام 1959 وبداية مواسمه عام 1967. كان المسرح القومى السودانى هو المقصد الأول والاخير لجميع المسرحيين والفنانين السودانيين والعرب وحتى الاجانب ففيه تم عرض جميع المسرحيات السودانية لأول ومرة وفيه اقيمت مهرجانات الاذاعة والتلفزيون وفيه أيضا قدم الفنانون اعمالهم الخاصة لأول مرة وبداخله شدت ام كلثوم وعبد الوهاب وعبد الحليم حافظ.أن المسرح بمثابة صناعة، وبما كان يقوم به من أدوار قد استطاع أن يتغلغل في نسيج الحياة السودانية وأصبح ملمحاً بارزاً من ملامح المدينة في السودان.فقد كان الجمهور نساءً ورجالاً وأطفالاً يأتيه من كل صوب كما كان يتنقل من مدينة إلى مدينة ومن قرية إلى قرية أخرى ناشراً ومبشِّراً بالقيم الجديدة وبالأسئلة الجديدة ومساهماً في التغيير بمفهومه الأشمل.

## الإعلام والاتصالات

### الإذاعة
- الإذاعة السودانية في أم درمان هي أول إذاعة سودانية اوقد بدأ بثها من مدينة أم درمان في أول أبريل / شباط عام 1940م.
- تاريخ الإذاعة: أنشئت الإذاعة السودانية في أول أبريل 1940م إبان الحرب العالمية الثانية من المال الذي كان مخصصاً للدعاية للحلفاء في حربهم مع دول المحور واختيرت لها غرفة صغيرة بمباني البوستة القديمة بأم درمان وقد وزعت مكبرات الصوت في بعض ساحات أم درمان الكبيرة حتى يمكن لأكبر عدد من المواطنين بمدينة أم درمان من الاستماع إلى الإذاعة التي كانت تبث يرنامجها لمدة نصف الساعة يومياً، من الساعة السادسة مساء إلى السادسة والنصف مساء تقدم خلالها تلاوة من القرآن الكريم ونشرة خاصة بالحرب واغنية سودانية. وبعد أن وضعت الحرب أوزارها أوقف الحلفاء الميزانية التي كانت مخصصة للدعاية الحربية وكادت أن تتوقف معها الإذاعة وهنا تدخل مستر (ايفانس) وحصل على تصديق ميزانية للإذاعة من حكومة الحكم الثنائي في السودان ومن ذلك الحين أصبحت ميزانيتها تابعة لحكومة السودان حتى تكون بوقاً للاستعمار وحرباً على الاتجاهات الوطنية الناشئة آنذاك والداعية إلى التحرر وحق تقرير المصير وظل الحال هكذا إلى أن وقعت اتفاقية القاهرة في 13 فبراير / نيسان 1953م والتي نال بمقتضاهاالسودان على استقلاله. أم درمان هي عاصمة الإعلام والثقافة والفن والأدب في السودان.[31]

### التلفاز
يوجد في أم درمان بها مقر تلفزيون السودان الرسمي واستديوهاته وكل من قناة النيل الأزرق وتلفزيون ولاية الخرطوم إلى جانب عدد من القنوات التلفزيونية الخاصة.
وتم في عهد الرئيس جعفر نميري اختيار أم درمان مقراً للبرلمان السوداني بعد أن تم نقله من الخرطوم إلى مبنى جديد بناه الرومانيون على ضفة نهر النيل.

## الرياضة
ارتبطت المدينة ارتباطاً وثيقاً بالرياضة في السودان خاصة كرة القدم حيث تحتضن ثلاث أكبر أندية رياضية بكامل مؤسساتها بما في ذلك ملاعبها الرياضية وهي: نادي الهلال الرياضي ونادي المريخ ونادي الموردة، إلى جانب فرق بيت المال وأمبدة وأبو عنجة ونادي أبوروف نادي العباسية ونادي الهاشماب ونادي أبو سِعد ونادي ودنوباوي ونادي الإصلاح ونادي حي العرب ونادي التاج.
ويعتبر نادي المريخ ونادي الهلال أقوى ناديين في جميع أنحاء السودان وتتسم مباراتهما بالندية الكبيرة والتي تعرف باسم «ديربي أم درمان».

### كرة القدم
- نادي الموردة الرياضي، هو نادي كرة قدم سوداني وهو نادي أساسي بالسودان، تأسس النادي سنة 1925 غير أن تسجيله تم في سنة 1927، وهو من الأندية الممتازة في السودان حيث له تاريخ ومشوار رياضي طويل، شارك عدة مرات في بطولة دوري أبطال إفريقيا، إضافة إلى كأس الاتحاد الأفريقي والبطولة العربية للأندية، وقد فاز الفريق بكأس السودان 6 مرات وبالدوري السوداني مرة واحدة.
- نادي المريخ الرياضي المعروف أيضا باسم المريخ السوداني هو نادي رياضي وواحد من أعرق وأشهر الأندية الرياضية بالسودان، والأكثر فوزا بالبطولات المحلية حتى الآن.و يرجع تأريخ تأسيس النادي إلى الرابع عشر من نوفمبر عام 1927م وقد كان في بداياته يحمل اسم (المسالمة) الذي تأسس عام 1908م أحد أحياء مدينة أم درمان العريقة قبل أن يتحول اسمه إلى المريخ تيمنا بالكوكب السماوي.[33]
- نادي الهلال للتربية المعروف أيضا باسم الهلال السوداني أو كذلك هلال أم درمان هو نادي رياضي سوداني في أم درمان تأسس في 13 فبراير 1930. وتمارس فيه العديد من الأنشطة الرياضية والثقافية، ككرة القدم، السباحة، كرة اليد، بجانب كرة السلة، الملاكمة، والتنس بأنواعه المختلفة. شعار النادي هو الأزرق الممزوج بالأبيض وفي وسطه هلال بارز. ويقول المؤرخون أن اختيار اسم الهلال جاء في جلسة مسائية لمؤسسيه، فجأة أطل عليهم القمر[ ؟ ]، وسطع وأنار موقع الجلسة في ليلة منتصف الشهر، واختار أحدهم أن يكون اسمه القمر، ورد عليه آخر ولما لا يكون هلالاً، وتم الاتفاق على الاسم.[34]

| - الشعار السابق للموردة - الشعار الأول للمريخ - الشعار السابق للمريخ - شعار نادي الموردة الرياضي - الشعار الحالي للهلال السوداني |

- صديق منزول
- ملعب المريخ بعد آخر تجديد 2009 م
- الهلال السوداني 2011

## أحياء أم درمان
لكل حي من أحياء أم درمان قصة، فالعديد منها تم تأسيسه إبان عهد المهدية، والكثير منها أنجب شخصيات بارزة في تاريخ السودان السياسي والفكري والثقافي، من حكام وفنانين وعسكريين وغيرهم. وشهدت هذه الأحياء نشوء وترعرع الحركات السياسية والفنية. ومن ابرز هذه الأحياء:
من الاحياء من نشأ في أواخر الأربعينات وأوائل الخمسينات، بعد أن قامت الحكومة بتوزيع الأراضي السكنية على الراغبين من السكان وذلك للزيادة والانفجار السكاني كحي بانت وغيره من الاحياء والاحياء هي:

## مشاهير أم درمان
يرى كثيرون أنّ لكلّ مدينة بصمتها الجينية المميزة لها وكذلك أم درمان، تاريخياً توجد شخصيات شهيرة في مختلف مناحي الحياة نجد للكثير منهم شهرة طبّقت آفاق مدينة أم درمان ومن هذه الشخصيات:
- الزعيم إسماعيل الأزهري صانع الاستقلال ورئيس السودان
- إسماعيل الأزهري برفقة جمال عبد الناصر ونور الدين الأتاسي وهواري بومدين وعبد الرحمن عارف عام 1968 لحضور مؤتمر القمة العربي الرابع
- الفريق إبراهيم عبود (26 أكتوبر 1900 - 8 سبتمبر 1983)، رئيس جمهورية السودان ورئيس الوزراء السوداني للفترة(1958-1964 م)
- الرئيس جعفر نميري في آخر أيام حكمه 1984
- الصادق الصديق عبد الرحمن المهدي (25 ديسمبر 1935) رئيس حكومة السودان فترتي (1967 - 1969 و1986 - 1989)
- الفريق أول عبد الماجد حامد خليل

 الاستاذ محمد عبد الكريم علي عبد الكريم ويملك من الاخوان خالد واحمد ومحمود ومختار

## مدن توأمة
- هرجيسا  الصومال

## المشاكل البيئية والاجتماعية
تعاني أم درمان من مشاكل بيئية واضحة تتمثل في مشكلة نقل النفايات ومشكلة الصرف الصحي وتصريف مياه الأمطار ومشاكل طبيعية آخرى تتمثل في الفيضانات والأتربة والتصحر ونحت التربة في ضفاف النيل.
وتتمثل المشاكل الاجتماعية في ظاهرة التشرد وأطفال الشوارع، نتيجة موجات اللاجئين التي شهدتها المدينة بسبب الحروب والقتال في الداخل وفي البلدان المجاورة والهجرة من الريف إلى المدن وما نتج عن ذلك من انتشار السكن العشوائي في الأطراف الهامشية للمدينة والباعة المتجولين في أسواقها.

## معرض صور
- أحد عروض الدراويش الصوفية
- قبة المهدي
- جانب من حصن الطابية الأرضي
- كوبري النيل الأبيض
- شارع النيل أم درمان نفق كبري شمبات
- مسجد أم درمان العتيق – بعد اعادة بناءه
- سينما أم درمان
- جامعة القران الكريم - شارع الموردة - أم درمان
- مسجد أم درمان العتيق – أم درمان – السودان
- مدرسة المؤتمر الثانوية- بنين -أم درمان

## وصلات خارجية
- موقع ويكي ترافل Wikivoyage سودان.
- موقع محلية أم درمان.